# Иволга (электропоезд)
ЭГ2Тв / ЭГЭ2Тв «Иволга» — семейство электропоездов, предназначенных для внутригородских и пригородных пассажирских перевозок, выпускаемых Трансмашхолдингом на Тверском вагоностроительном заводе.
Электропоезда серии ЭГ2Тв (электропоезд городской, 2-й тип, тверской) имеют конструкционную скорость 120 км/ч и включают в себя «Иволгу» базовой модификации, а также модификации «Иволга 1.0» и «Иволга 2.0». Электропоезда серии ЭГЭ2Тв (электропоезд городской, экспресс, 2-й тип, тверской) имеют конструкционную скорость 160 км/ч и включают в себя модификации «Иволга 3.0» и «Иволга 4.0».
Согласно заключённому в 2022 году контракту, стоимость одного 11-вагонного состава «Иволга 3.0» (включая сервисное обслуживание и внеплановый ремонт в течение 40 лет) составляет 4,15 млрд рублей.

## Предпосылки к созданию

### Предыдущие электропоезда России с асинхронным приводом
Преимущества асинхронных ТЭД (АТЭД) над коллекторными (относительная простота и надёжность) послужили основанием для использования их как в электровозах, так и в моторных вагонах. Попытки внедрить асинхронный привод на электропоездах предпринимались ещё в Советском Союзе. Рижским вагоностроительным заводом в 1970 году был выпущен восьмивагонный поезд ЭР9А-306, на котором были установлены АТЭД разработки Всесоюзного научно-исследовательского института электромеханики (ВНИИЭМ) и преобразовательные установки Таллинского электротехнического завода. Однако сложность преобразователей, необходимость параллельной работы многих тяговых двигателей не позволили пустить электропоезд в нормальную эксплуатацию).
Первый отечественный состав этой категории — ЭТ2А — был построен Торжокским вагоностроительным заводом (ТорВЗ), но ненадёжность приводов первого российского пригородного поезда с асинхронными ТЭД (АТЭД) привела к невозможности его использования. В итоге серийное производство не было начато, а опытные вагоны было решено разоборудовать.
Второй поезд подобного типа был выпущен на Демиховском машиностроительном заводе под названием ЭД6. На этом поезде был применён тяговый привод фирмы Hitachi. Из-за проблем с новыми тележками моторных вагонов и трудностями стыковки аппаратуры разных производителей поезд в серию не пошёл. ОАО «РЖД» передало все шесть оставшихся вагонов Омскому государственному университету путей сообщения (ОмГУПС). Из них два вагона остались на площадке ОмГУПСа, один вагон ВУЗ передал железнодорожному техникуму в том же Омске, а ещё три — в филиал ОмГУПС Тайгинский институт железнодорожного транспорта (ТИЖТ).
Что касается линий переменного тока, единственная российская модель электропоезда для них в то время — это ЭН3 (построен Новочеркасским электровозостроительным заводом, ввиду незавершённости испытаний не допущен к эксплуатации с пассажирами).
Также асинхронный привод пытались применить на высокоскоростном поезде Сокол-250 (ЭС250) почти одновременно с ЭТ2А, но он также не прошёл испытания.
В 2012 году к перевозкам пассажиров был допущен электропоезд ЭТ4А, созданный на ТорВЗ. Таким образом, до сертификации в 2016 году электропоезда ЭГ2Тв «Иволга» ЭТ4А фактически являлся единственным электропоездом отечественной разработки с АТЭД, допущенным для эксплуатации на железных дорогах (в России к тому времени несколько удачных моделей с АТЭД были разработаны и выпущены для метрополитена). Однако, в связи с тяжёлой в то время ситуацией на ТорВЗ серийное производство ЭТ4А после создания третьего образца (ЭТ4А-003) стало невозможным.

### Городские электропоезда
В 2013 году, одновременно с началом масштабной реконструкции и электрификации Малого кольца Московской железной дороги (МК МЖД) под пассажирское движение, был объявлен конкурс на разработку электропоездов постоянного тока для пассажирских перевозок на данной линии. В соответствии с разработанным техническим заданием конструкция электропоездов должна была отвечать условиям городских перевозок в режиме, приближенном к метрополитену. Требования предусматривали наличие у электропоезда вместительного салона бестамбурной компоновки с площадками для стоячих пассажиров и инвалидов, просторными туалетами и дверями увеличенной ширины или большим их количеством для ускоренной посадки и высадки, а также хорошие динамические характеристики для быстрого разгона и торможения в условиях частого движения на достаточно коротких участках между остановочными пунктами. Серийно выпускавшиеся в то время в России пригородные электропоезда ЭД4М не подходили для полноценного использования в качестве городского поезда из-за недостаточной динамики разгона и торможения и расположения двух дверных проёмов по краям вагона, что замедляло посадку и высадку пассажиров из середины вагона.
В качестве одного из вариантов подвижного состава для МК МЖД рассматривались электропоезда семейства «Ласточка» серии ЭС2Г с салоном городского исполнения для линий постоянного тока. Эти составы имели по пять вагонов и салон бестамбурного типа с двумя широкими дверями, расположенными в средней части каждой половины вагона, и в большей степени подходили для городских перевозок, чем традиционные пригородные поезда, превосходя последние и в техническом отношении. Однако, ввиду использования значительного количества импортных деталей и электрооборудования, «Ласточки» были достаточно дороги в производстве, поэтому в качестве альтернативы этим поездам рассматривалось как использование уступающего по комфортности и техническим характеристикам типового поезда ЭД4М-500, производившегося на Демиховском машиностроительном заводе, так и создание на одном из предприятий группы «Трансмашхолдинг» принципиально нового поезда на отечественной элементной базе, сходного по комфортности и характеристикам с «Ласточками».

## История создания

### Базовая модификация
Осенью 2013 года Тверской вагоностроительный завод, входящий в состав Трансмашхолдинга, начал разработку концептуально нового семейства электропоездов, которое могло составить конкуренцию «Ласточкам» и впоследствии могло применяться для городского, пригородного и межрегионального пассажирского сообщения. К работе по созданию поезда были подключены специалисты Мытищинского завода «Метровагонмаш». Дизайн экстерьера и интерьера был разработан испанским дизайнерским бюро «Integral Design and Development».
В начале 2014 года заводом был изготовлен демонстрационный полноразмерный макет передней половины головного вагона с полной внутренней отделкой кабины и пассажирского салона. Первая презентация данного макета состоялась 15 мая 2014 года на Тверском вагоностроительном заводе. В июне того же года макет был перевезён в Сочи, где демонстрировался в рамках международного форума «Стратегическое партнёрство 1520». Через некоторое время он отправился в Москву и сначала был выставлен перед Казанским вокзалом, а позже перевезён на ВДНХ, где демонстрировался в ходе выставки «ЭкспоСитиТранс-2014».
Постройка первого электропоезда ЭГ2Тв-001 была начата летом 2014 года и завершилась в декабре того же года. Состав состоял из двух прицепных головных и трёх моторных промежуточных вагонов с компоновкой по схеме Пг+3Мп+Пг. К концу 2015 года был построен второй состав ЭГ2Тв-002, который также состоял из пяти вагонов, но был скомпонован уже по другой схеме (Пг+2Мп+Пп+Пг) с прицепным вагоном вместо моторного. Оба электропоезда были окрашены в двухцветную схему из синего и светло-серого цветов с оранжевым носом.
В марте 2015 года первый поезд поступил на экспериментальное кольцо ВНИИЖТ в Щербинке для проведения приёмочных и сертификационных испытаний. В сентябре того же года он демонстрировался на выставке Экспо 1520 на территории депо экспериментального кольца ВНИИЖТ. К концу 2015 года на ВНИИЖТ был передан и второй состав ЭГ2Тв-002. После испытаний в Щербинке ЭГ2Тв-001 был отправлен на заключительные сертификационные испытания на скоростном участке Белореченская — Майкоп в Краснодарском крае. ЭГ2Тв-002 был возвращён на завод, где был подвергнут огневым испытаниям головной вагон. Примерно в это же время был изменён дизайн буферных фонарей поездов.
Первоначально планировалось, что оба электропоезда пройдут весь цикл сертификационных испытаний в 2015 году, а в конце года начнётся их серийное производство для Московского центрального кольца. Однако процесс сертификации затянулся, и в итоге для МЦК были закуплены уже серийно производящиеся поезда «Ласточка», а Тверской вагоностроительный завод получил сертификат соответствия только в июле 2016 года.
В электропоезде «Иволга» ширина дверных проёмов составляет 1400 мм и отсутствуют тамбуры, что облегчает посадку и высадку пассажиров. В пассажирских салонах используются системы обеспечения комфортного микроклимата и обеззараживания воздуха. За счет применения технологии пневмоподвешивания обеспечивается плавный ход поезда, низкий уровень шума и вибрации.
Головные вагоны электропоезда «Иволга» оснащены оборудованием для проезда пассажиров с ограниченными возможностями: система вызова к месту посадки, установленный в дверном проеме пандус для передвижения кресла-коляски, специальные места для установки и закрепления кресел-колясок, санитарные узлы, оборудованные для пассажиров на креслах-колясках.
Применение асинхронного тягового двигателя вместо коллекторного, который используется на обычных пригородных электропоездах, позволило повысить удельную мощность, значение показателя ускорения, а также сократить эксплуатационные расходы. Среднее ускорение до скорости 60 км/ч составляет 0,7 м/с², а конструкционная скорость — 120 км/ч.
На головных и промежуточных вагонах устанавливаются модульные крэш-блоки системы пассивной безопасности. В случае столкновения с препятствием они деформируются и поглощают энергию соударения, надёжно защищая пассажиров и машинистов. Кузова вагонов изготавливаются из коррозионно-стойкой стали, а в интерьере используются пожаробезопасные и безвредные для здоровья пассажиров материалы.
Применённые технические решения позволяют при необходимости создать поезда, в которых будет от 4 до 14 вагонов. Основная же базовая составность — 5 вагонов, длина поезда в такой конфигурации 116 метров.
Было заявлено, что доля российских комплектующих при производстве поезда «Иволга» превышает 90 %. Вместе с тем, 185 позиций комплектующих производились иностранными компаниями. Так, асинхронные тяговые электродвигатели модели TME 46-32-4, разработанные австрийской компании Traktionssysteme Austria (TSA), производились на Рижском электромашиностроительном заводе (РЭЗ) в Латвии (входит в состав Трансмашхолдинга). Тяговые преобразователи, отвечающие за питание цепей электродвигателей, разработаны швейцарской фирмой ABB и также производились на РЭЗе. Пневматическое и тормозное оборудование производилось фирмой Knorr-Bremse в Германии, там же производились и сцепные устройства от фирмы Voith. Тяговый редуктор GMK 2-66-495E производился австрийской Traktionssysteme Austria (TSA).
Летом 2016 года оба электропоезда «Иволга» прошли модернизацию лобовой части с установкой новых выступающих буферных фонарей. 2 июля 2016 года электропоезд «Иволга» с изменённой лобовой частью был представлен мэру Москвы Сергею Собянину на Киевском вокзале (вместе с электропоездом ЭП2Д). В конце года оба электропоезда были перекрашены на заводе в новую серебристо-синюю цветовую схему московского транспорта с характерными кругами.
16 апреля 2017 года началась эксплуатация первых двух поездов ЭГ2Тв «Иволга» базовой модификации с пассажирами на Киевском направлении по маршруту Москва-Киевская — Новопеределкино.
Весной 2017 года электропоезд ЭГ2Тв был отмечен золотым Знаком качества конкурса «Всероссийская Марка (III тысячелетие). Знак качества XXI века», а 18 декабря того же года — уже платиновым Знаком качества того же конкурса.
По состоянию на 2024 год, обе «Иволги» базовой модификации работают на участке Москва-Белорусская — Усово.

### Иволга 1.0
26 декабря 2017 года Центральная пригородная пассажирская компания (ЦППК), купившая годом ранее первые два поезда, объявила конкурс на поставку 23 пятивагонных поездов бестамбурного исполнения для эксплуатации на маршрутах «Московских центральных диаметров». В марте 2018 года ЦППК объявила, что контракт на указанную партию поездов решено заключить с ТВЗ как с единственным участником открытого конкурса. Соответственно был выбран городской электропоезд ЭГ2Тв «Иволга». Позже условия были пересмотрены — составность была изменена на шестивагонную, а количество составов увеличилось до 24.
Было решено внести ряд изменений в планировку и отделку салона. Сиденья из красно-синих превратились в синие. Количество сидений увеличено до 28 и 68 штук в головном и промежуточных вагонах соответственно. Компоновка сидений стала 2+2, а не 2+1, как в вагонах базовой модификации. Появились и USB-зарядки, правда, мало, и, в основном, в зоне возле дверей и у ближайших к дверям сидений. Данная модификация получила условное наименование «Иволга 1.0»..
При этом, основные технические характеристики, по сравнению с базовой модификацией, остались без изменения: конструкционная скорость — 120 км/ч, среднее ускорение до 60 км/ч — 0,7 м/с² и т. д.
В 2018 году была начата сборка поездов «Иволга 1.0».
В октябре 2018 года для проведения сертификационных испытаний два шестивагонных состава № 004 и 005 отправились на экспериментальное кольцо ВНИИЖТ в Щербинку, где вскоре стали обкатываться в сдвоенном режиме. После завершения испытаний ТВЗ получил ещё два сертификата соответствия на электропоезда данного исполнения.
29 октября 2018 года один из новых поездов перегонялся на станцию Бекасово-Сортировочное, где был продемонстрирован премьер-министру России Дмитрию Медведеву в ходе посещения им станции.
С завода все поезда «Иволга 1.0» поставлялись в новой схеме окраски: теперь кабина по центру окрашивалась в чёрный цвет, красные полосы от обтекателей крыши продолжались уже по угловым частям кабины, соединяясь внизу в зоне носа оранжевого цвета, а боковые стены кабины и стены вагонов за исключением синих салонных дверей стали белыми, при этом на уровне окон салона по бокам появились чёрные полосы, а круговые синие узоры стали меньше и начали располагаться сверху.
С февраля 2019 года первые составы «Иволги 1.0» начали обслуживать маршрут Москва-Смоленская — Одинцово в качестве безостановочных экспрессов, а чуть позднее — маршрут Москва-Смоленская — Усово. В мае 2019 года началась эксплуатация электропоездов «Иволга 1.0» по маршруту Царицыно — Подольск в качестве безостановочных экспрессов. В этом же месяце на рижском направлении МЖД началась эксплуатация поездов данного типа в сдвоенном режиме (6+5 вагонов).
В июле 2019 года Тверской вагоностроительный завод завершил поставку 24 шестивагонных электропоездов «Иволга» для МЦД в рамках первого контракта.
Летом 2019 года электропоезд получил платиновый Знак качества уже вторично.
В 2020 году было решено дополнить поезда «Иволга 1.0» до 11-вагонной составности. Начиная с мая данного года, составы с номера 003 начали по очереди возрастания номеров парами отправляться на завод для доукомплектации новыми вагонами. При этом у головных вагонов поездов «Иволга 1.0», начиная с восьмого, параллельно стала производиться модернизация лобовой части с заменой выпуклых буферных фонарей на новые диагональные заподлицо с кузовом, близких по конструкции к буферным фонарям поездов второй версии, а также размещением диагональных белых линий по углам кабины. Часть поездов прошла такую модернизацию уже после доукомплектации дополнительными вагонами. Все 24 поезда были доукомплектованы дополнительными вагонами в течение 2020 и 2021 годов, а модернизацию лобовой части проходили с 2020 по 2023 год.
- Электропоезд «Иволга 1.0» ЭГ2Тв-007 на Белорусском вокзале в первоначальной 6-вагонной составности
- Электропоезда «Иволга 1.0» на станции Подольск в 6 и 5-вагонной составности, сцепленные по системе многих единиц
- Электропоезд «Иволга 1.0» ЭГ2Тв-021 на платформе Красный Балтиец, дополненный до 11-вагонной составности и с модернизированной лобовой частью

### Иволга 2.0
29 июня 2018 года ЦППК объявила новый конкурс на поставку поездов «Иволга» для МЦД, который также выиграл ТВЗ. По условиям контракта в течение в 2018—2019 годов требовалось поставить 15 электропоездов семивагонной составности на общую сумму 10,9 млрд рублей.
На электропоездах этой партии было решено внедрить новую форму лобовой части, двери салона получили окна увеличенной высоты, а также был внесён ряд изменений в оснащение и отделку пассажирского салона (изменена отделка и оформления сидений, добавлены прислонные полусиденья, места для вендинговых аппаратов, лотки для полиграфической продукции, приоконные столики, расширенные светодиодные табло над входными дверями и во входной зоне, мусорные урны, USB-розетки у каждого сиденья и так далее). В результате была создана новая модификация, получившая условное наименование «Иволга 2.0».
В 2018 году был создан новый демонстрационный макет передней половины головного вагона ЭГ2Тв «Иволга 2.0», который был выставлен в декабре 2018 года на площади Киевского вокзала Москвы.
Летом 2019 года на заводе было начато производство электропоездов «Иволга 2.0», а в августе на заводской территории был представлен первый образец секции состава в виде трёх вагонов (Пг, Мп, Пп), с нанесённым на носовой части номером 001. Вскоре было решено использовать сквозную нумерацию для модификаций 1.0 и 2.0, и номер у этого состава был изменён на 027.
В конце августа 2019 года первый электропоезд «Иволга 2.0» ЭГ2Тв-027 в составе двух головных прицепных и одного промежуточного моторного вагона был отправлен на выставку PRO//Движение. Экспо на территории депо экспериментального кольца ВНИИЖТ в Щербинке, после чего вернулся на завод, где был дополнен до семивагонной составности. В октябре того же года он вернулся на кольцо ВНИИЖТ, где вместе с поездом 030 проходил непродолжительные испытания.
В октябре 2019 года первые два семивагонных состава «Иволга 2.0» 028 и 029 поступили в депо имени Ильича; чуть позже с испытаний из Щербинки прибыли ещё два состава 027 и 030. С 11 ноября 2019 года они начали обслуживать маршруты Москва-Смоленская — Одинцово и Москва-Смоленская — Усово, а с 21 ноября 2019 года — маршруты Московских центральных диаметров.
Всего в 2019 году завод выпустил 15 семивагонных составов «Иволга 2.0» с номерами с 027 по 041. С завода электропоезда этой модификации получили такую цветовую схему окраски, как и составы «Иволга 1.0», но при этом дополнительно на них ещё на заводе по бокам были нанесены крупные надписи «МЦД» красного цвета, в то время как на поезда версии 1.0 они наклеивались уже после начала эксплуатации в депо.
В 2020 году было принято решение дополнить поезда «Иволга» модификаций 1.0 и 2.0 до 11-вагонной составности. В связи с этим, в январе 2020 года на кольцо прибыли составы 040 и 041 для испытаний работы в 11-вагонной составности с пятью моторными вагонами. В состав 040 было дополнительно вцеплено четыре вагона из состава 041 (два моторных и два прицепных) по схеме Пг+Пп+Мп+Пп+Мп+Мп+Мп+Пп+Мп+Пп+Пг. В 2021 году все 39 поездов «Иволга» модификаций 1.0 и 2.0 были успешно дополнены до 11-вагонной составности.
- Электропоезд ЭГ2Тв «Иволга 2.0» на платформе Беговая в первоначальной 7-вагонной составности
- Электропоезда ЭГ2Тв «Иволга 2.0»в 6 и 5-вагонной составности, сцепленные по системе многих единиц
- Электропоезд ЭГ2Тв-033 «Иволга 2.0 на станции Подольск в дополненной 11-вагонной составности

### Иволга 3.0
В апреле 2021 года стало известно, что Трансмашхолдинг приступил к разработке электропоезда «Иволга» нового поколения с конструкционной скоростью 160 км/ч.
В июле 2021 года в Москве на площадке рядом с Ярославским вокзалом в рамках Московского урбанистического форума Трансмашхолдинг представил головной вагон нового электропоезда. В августе 2021 года вагон был представлен на выставке «PRO//Движение. Экспо-2021».
В ноябре 2021 года Трансмашхолдинг стал победителем конкурса ЦППК на закупку и обслуживание 95 электропоездов для третьего и четвёртого направлений Московских центральных диаметров. По условиям заключенного контракта Тверской вагоностроительный завод, входящий в состав Трансмашхолдинга, произведёт 25 электропоездов в двухдверном исполнении («Иволга 3.0») и 70 поездов — в трёхдверном («Иволга 4.0»).
Впоследствии, схема закупки была изменена: теперь в качестве покупателя выступал Московский метрополитен, который передавал поезда в аренду ЦППК. Закупка проходила на средства инфраструктурного кредита в рамках предоставленного лимита финансирования в 57 млрд руб. — его Москве выделило правительство России.
Летом 2022 года электропоезд «Иволга 3.0» успешно прошёл сертификацию, и началось его серийное производство.
Электропоезд «Иволга 3.0» получил обозначение ЭГЭ2Тв (Электропоезд Городской Экспресс, тип — 2, Тверской), а нумерация поездов началась с номера 001.
«Иволга 3.0» — первый электропоезд из семейства с конструкционной скоростью 160 км/ч. Специально для «Иволги 3.0» был разработан более мощный асинхронный тяговый электродвигатель ДТА-380, мощностью 380 кВт. Для сравнения, «Иволги» предыдущих модификаций укомплектовывались двигателями мощностью 300 кВт.
Благодаря высокому показателю ускорения (до 0,9 м/с²) обеспечивается быстрый разгон и торможение состава, сокращение времени прохождения маршрута с короткими перегонами и большим количеством остановок. Смена направления движения такого поезда возможна за одну-две минуты. Существующее оборудование на новой «Иволге» может обеспечить управление поездом в одно лицо и автоведение при необходимости.
Изменения коснулись также планировки салона и дизайна электропоезда: передние двери головного вагона были перенесены ближе к кабине машиниста — теперь между двумя парами дверей число окон было увеличено до трёх вместо двух по каждому борту, и число рядов кресел возросло до шести вместо четырёх. Пассажирские кресла приобрели новую форму и получили ярко-жёлтую окраску; в каждом кресельном блоке установлены зарядки USB Type-A и Type-C и откидные подлокотники для каждого пассажира. В головном вагоне имеется возможность установки станции для подзарядки электросамокатов и места для велосипедов. Количество пассажирских кресел увеличено до 718, а максимальная заполняемость поезда при плотности стоящих пассажиров 7 чел./м² — не менее 3380 человек.
В декабре 2022 года 7 первых электропоездов «Иволга 3.0» (№ 002, 003, 004, 005, 006, 007, 009) были сданы в эксплуатацию и готовились к выходу на линии. Чуть позднее к ним присоединились ещё 2 состава (№ 001 и № 008).
5 апреля 2023 года «Иволга 3.0» перевезла своих первых пассажиров по маршруту МЦД-2 Нахабино-Подольск (на линию вышел состав № 008), а с 17 августа 2023 года, после открытия МЦД-3, все поезда «Иволга 3.0» работают на этом направлении.

#### Импортозамещение
В 2022 году, на фоне изменения геополитической обстановки, возникли трудности с поставкой импортных комплектующих. Запасов запчастей хватило на девять поездов «Иволга 3.0», которые были переданы ЦППК в конце 2022 — начале 2023 года, но впоследствии, из-за сложившегося дефицита, весной-летом 2023 года ни один новый поезд «Иволга 3.0» не был передан заказчику.
Уже в мае 2022 года Трансмашхолдинг представил на согласование новый проект электропоезда «Иволга 3.0», в котором постарался учесть все проблемы, связанные с импортозамещением. Немецкие тормоза Knorr-Bremse планировалось заменить на продукцию российского АО «Транспневматика», это же касается и немецких пневморессор. Планировалось также использовать российские тяговые преобразователи ПСТ 1200. Отечественными должны стать входные двери и сцепное устройство. Подшипники сцепного устройства в перспективе планировалось заменить на белорусские.
Производство тяговых электродвигателей ДТА-380 планировалось перенести с Рижского электромашиностроительного завода на предприятие «ТМХ-Электротех» в Новочеркасске, которое в августе 2023 года получило сертификат соответствия на выпуск двигателей данной модели (оба предприятия входят в состав Трансмашхолдинга).
Планировалось выпускать новые «Иволги», изготовленные не из коррозионностойкой стали, а из конструкционной углеродистой, которая полностью является отечественным продуктом.
Было заявлено, что всего удалось увеличить долю отечественных комплектующих с 90 % до 97 %.
Весной 2023 года первый электропоезд «Иволга 3.0», собранный из импортозамещённых комплектующих, отправился на сертификационные испытания системы тормозов и дверей. Номер состава не указывается, однако в мае 2023 года состав № 010 проходил обкатку на испытательном кольце в Щербинке. Также начиная именно с этого состава все новые «Иволги» стали укомплектовываться отечественными входными дверьми. Данный электропоезд поступил в распоряжение ЦППК в октябре 2023 года, и в ноябре 2023 года начал перевозить пассажиров.
До конца 2023 года ещё 9 новых поездов «Иволга 3.0» (№ 011—019) были переданы заказчику, после чего ТВЗ приступил к выпуску «Иволги 4.0».
В 2023 году электропоезд «Иволга 3.0» признан лучшим инновационным решением пассажирского транспорта. Диплом был вручён разработчикам на церемонии награждения национальной премии «Формула движения» в рамках форума «Транспорт России — 2023».

### Иволга 4.0
Осенью 2022 года, в рамках ранее заключённого контракта, на ТВЗ начались работы по постройке опытного образца электропоезда «Иволга 4.0», вагоны которого имеют по три двери для входа и выхода пассажиров с каждой стороны (кроме головных вагонов, где количество дверей для входа и выхода пассажиров осталось прежним — по две с каждой стороны).
В августе 2023 года Трансмашхолдинг представил два прицепных вагона (головной и промежуточный) электропоезда «Иволга 4.0» в рамках Международного железнодорожного салона техники и технологий пространства 1520 «PRO//Движение. Экспо» на территории Музея железных дорог России в Санкт-Петербурге. В этом же месяце началось серийное производство.
В декабре 2023 года Тверской вагоностроительный завод, входящий в состав Трансмашхолдинга, получил сертификат соответствия требованиям на электропоезд постоянного тока ЭГЭ2Тв «Иволга 4.0». Получению сертификата предшествовали успешно пройденные испытания и положительная оценка со стороны приемочной комиссии, подписавшей акт приёма модернизированного электропоезда. Испытания «Иволги 4.0» проходили на скоростном полигоне Белореченская — Майкоп, экспериментальном железнодорожном кольце в Щербинке и в Твери. В них были задействованы Тверской институт вагоностроения, ВНИИ железнодорожного транспорта и ВНИИ железнодорожной гигиены, Испытательный центр взаимодействия экипажа и пути железных дорог и другие организации.
Дизайн поезда создан при участии Национального центра промышленного дизайна и инноваций «2050.ЛАБ». Внешне его основное отличие заключается в увеличении количества дверей: теперь в промежуточных вагонах их три вместо двух. Это новшество рассчитано на удобство и скорость посадки/высадки пассажиров, что имеет принципиальное значение в условиях наземного метро.
Поезд может разгоняться до 160 км/ч и имеет 646 кресел для пассажиров. В головных вагонах оборудованы места для зарядки электросамокатов и велопарковки. Поезд оснащён столиками с беспроводными зарядками, а также разъёмами USB-A и USB-C.
Обновлённую «Иволгу» можно опознать по изменившейся окраске. Яркий жёлтый цвет, преобладающий в салоне «Иволги 3.0», сменил ежевичный. В него окрашены поручни и подголовники кресел, которые гармонично сочетаются с серой обивкой. Новые цвета также появились в наружной окраске: обтекатель автосцепки (бампер) больше не окрашивался в ярко-оранжевый цвет и стал полностью чёрным; входные двери стали серого цвета вместо синего.
Нумерация электропоездов «Иволга 4.0» единая с электропоездами «Иволга 3.0» и начинается с номера 020.
По словам генерального директора Трансмашхолдинга Кирилла Липы, 97 % комплектующих новой модели электропоезда производятся в России на более чем 600 предприятиях.
2 мая 2024 года электропоезда «Иволга 4.0» вышли на линии Московских центральных диаметров для работы с пассажирами.

### Хронология выпуска
| Год выпуска                   | Модификация                | Вагонов на состав          | Количество составов | Номера составов | Количество вагонов | Количество вагонов | Количество вагонов |
| Год выпуска                   | Модификация                | Вагонов на состав          | Количество составов | Номера составов | Пг                 | Мп                 | Пп                 |
| ЭГ2Тв                         |                            |                            |                     |                 |                    |                    |                    |
| 2014                          | Иволга (базовая)           | 5                          | 1                   | 001             | 2                  | 3                  | —                  |
| 2015                          | Иволга (базовая)           | 5                          | 1                   | 002             | 2                  | 2                  | 1                  |
| 2018–2019                     | Иволга 1.0                 | 6                          | 24                  | 003—026         | 48                 | 72                 | 24                 |
| 2019                          | Иволга 2.0                 | 7                          | 15                  | 027—041         | 30                 | 45                 | 30                 |
| 2020—2021 дополнение составов | Иволга 1.0                 | +5                         | —                   | 003—026         | —                  | 48                 | 72                 |
| 2020—2021 дополнение составов | Иволга 2.0                 | +4                         | —                   | 027—041         | —                  | 30                 | 30                 |
| Итого ЭГ2Тв                   | Итого ЭГ2Тв                | Итого ЭГ2Тв                | 41                  | 001—041         | 82                 | 200                | 157                |
| ЭГЭ2Тв                        |                            |                            |                     |                 |                    |                    |                    |
| 2021–2023                     | Иволга 3.0                 | 11                         | 19                  | 001–019         | 38                 | 95                 | 76                 |
| 2023–н.в.                     | Иволга 4.0                 | 11                         | 37 (на май 2025)    | 020–056         | 74                 | 185                | 148                |
| Итого ЭГЭ2Тв (на май 2025)    | Итого ЭГЭ2Тв (на май 2025) | Итого ЭГЭ2Тв (на май 2025) | 56                  | 001—056         | 112                | 280                | 224                |
| Всего (на май 2025)           | Всего (на май 2025)        | Всего (на май 2025)        | 97                  |                 | 194                | 480                | 381                |

## Общие сведения

### Назначение
Электропоезд ЭГ2Тв предназначен для внутригородских и пригородных пассажирских перевозок на железных дорогах колеи 1520 мм, электрифицированных постоянным током напряжения 3 кВ, на участках, оборудованных высокими платформами в условиях умеренного климата при температуре окружающей среды от −40 до +40 °C.

### Модификации
Электропоезда ЭГ2Тв и ЭГЭ2Тв «Иволга» — это первые представители перспективного семейства электропоездов, разработанных Трансмашхолдингом для обеспечения городских, тактовых, пригородных и местных перевозок пассажиров. Базовая платформа разработана с учётом возможности производства модификаций для максимальных скоростей движения в 120 и 160 км/ч, а в перспективе — до 250 км/ч. Возможно создание модификаций, предназначенных для работы в системе постоянного и переменного тока, а также двойного питания. При создании состава применялись современные технологии в сфере дизайна, электрооборудования и конструкции в целом, в том числе в области эффективности и увеличенного до 40 лет срока службы.
По состоянию на 2024, было создано пять модификаций поездов «Иволга»:
- Базовая модификация (производилась в 2014—2015 годах, всего произведено 2 поезда в 5-вагонной составности);
- «Иволга 1.0» (производилась в 2018—2019 годах, всего произведено 24 поезда в 6-вагонной составности; в 2020—2021 годах все поезда дополнены до 11-вагонной составности);
- «Иволга 2.0» (производилась в 2019 году, всего произведено 15 поездов в 7-вагонной составности; в 2020—2021 годах все поезда дополнены до 11-вагонной составности);
- «Иволга 3.0» (производится с 2021 года, составность — 11 вагонов; основное отличие — конструкционная скорость увеличена с 120 до 160 км/ч);
- «Иволга 4.0» (производится с 2022 года, составность — 11 вагонов; основное отличие — промежуточные вагоны в трёхдверном исполнении).

| Обозначение модификации        | Серия  | Модель (исполнение)            | Вагонов на состав | Особенности (относительно предыдущего исполнения) |
| «Иволга» (базовая модификация) | ЭГ2Тв  | 62-4496 (4496.00.00.000)       | 5                 | Опытные образцы, с тремя и двумя моторными вагонами соответственно, пассажирские кресла по схеме 2+1 , подголовники красные |
| «Иволга» (базовая модификация) | ЭГ2Тв  | 62-4496-01 (4496.00.00.000-01) | 5                 | Опытные образцы, с тремя и двумя моторными вагонами соответственно, пассажирские кресла по схеме 2+1 , подголовники красные |
| «Иволга 1.0»                   | ЭГ2Тв  | 62-4496-05 (4496.00.00.000-05) | 6                 | Изменения в дизайне кабины, конструкции поручней, увеличение числа пассажирских кресел (2+2), подголовники синие, USB-розетки |
| «Иволга 1.0»                   | ЭГ2Тв  | 62-4496-10 (4496.00.00.000-10) | 11                | Изменения в дизайне кабины, конструкции поручней, увеличение числа пассажирских кресел (2+2), подголовники синие, USB-розетки |
| «Иволга 2.0»                   | ЭГ2Тв  | 62-4496-14 (4496.00.00.000-14) | 7                 | Изменения в дизайне кабины, дизайне дверей для входа и выхода пассажиров, конструкция поручней, подголовники пассажирских кресел красные, увеличено количество USB-розеток                                                                        |
| «Иволга 2.0»                   | ЭГ2Тв  | 62-4496-18 (4496.00.00.000-18) | 11                | Изменения в дизайне кабины, дизайне дверей для входа и выхода пассажиров, конструкция поручней, подголовники пассажирских кресел красные, увеличено количество USB-розеток                                                                        |
| «Иволга 3.0»                   | ЭГЭ2Тв | 62-4556                        | 11                | Конструкционная скорость увеличена до 160 км/ч, переход на российские комплектующие, увеличение числа окон между дверями в средней части головного вагона с двух до трёх, доработка пассажирского салона, подголовники пассажирских кресел жёлтые |
| «Иволга 4.0»                   | ЭГЭ2Тв | 62-4556                        | 11                | Добавлены входные двери для входа и выхода пассажиров в центральной части промежуточных вагонов, подголовники пассажирских кресел и поручни ежевичного цвета                                                                                      |

### Составность
Электропоезда ЭГ2Тв модели 62-4496 и ЭГЭ2Тв модели 62-4556 в общем случае формируются из вагонов трёх типов
- прицепной головной[к 3] (Пг) с кабиной управления — модели 62-4497 у ЭГ2Тв и 62-4557 у ЭГЭ2Тв;
- моторный промежуточный[к 3] (Мп) с токоприёмником — модели 62-4498 у ЭГ2Тв и 62-4560 у ЭГЭ2Тв;
- прицепной промежуточный[к 3] (Пп) — модели 62-4499 у ЭГ2Тв и моделей 62-4558 / 4559 у ЭГЭ2Тв, различающихся отсутствием части оборудования на вагонах 4559.

Каждый состав поезда включает в себя два головных вагона по концам и не менее двух моторных промежуточных, по мере увеличения числа вагонов в состав попеременно включаются прицепные и моторные промежуточные вагоны. В составе одиночного поезда может быть включено от четырёх до двенадцати вагонов, а также возможно формирование сдвоенных поездов общей длиной до четырнадцати вагонов с управлением по системе многих единиц. Общее количество прицепных вагонов в одиночном составе выбирается исходя из соотношения 1:1 при чётном числе вагонов, а при нечётном числе в состав включается ещё один прицепной либо моторный вагон в зависимости от исполнения поезда, определяемого из условий эксплуатации и требуемой удельной мощности.
Первые два электропоезда ЭГ2Тв («Иволга») были построены в пятивагонной составности, принятой за основную. Состав ЭГ2Тв исполнения 4496.00.00.000 компонуется по схеме Пг+3Мп+Пг, исполнения 4496.00.00.000-01 — по схеме Пг+2Мп+Пп+Пг. Следующие 24 поезда («Иволга-1.0», № 003—026) построены в шестивагонной составности по схеме Пг+Мп+Пп+2Мп+Пг. Электропоезда третьего выпуска («Иволга-2.0», с номера 027) строились в семивагонной составности по схеме Пг+Мп+Пп+2Мп+Пп+Пг. В ходе эксплуатации часть составов «Иволга-1.0» была укорочена до пятивагонной, а все составы «Иволга-2.0» — до пяти- и шестивагонной составности для возможности формирования одиннадцативагонных составов из двух поездов по схеме многих единиц. Начиная с 2020 года, поезда «Иволга-1.0» и «Иволга-2.0» постепенно дополнялись до одиннадцативагонной составности. Поезда «Иволга-3.0» и «Иволга-4.0» строятся в одиннадцативагонной составности.
| Обозначение версии | Модель (исполнение)            | Составность (композиция)                     |
| Иволга (0.0)       | 62-4496 (4496.00.00.000)       | 5-вагонная (Пг+3Мп+Пг)                       |
| Иволга (0.0)       | 62-4496-01 (4496.00.00.000-01) | 5-вагонная (Пг+2Мп+Пп+Пг)                    |
| Иволга-1.0         | 62-4496-05 (4496.00.00.000-05) | 6-вагонная (Пг+Мп+Пп+2Мп+Пг)                 |
| Иволга-1.0         | 62-4496-10 (4496.00.00.000-10) | 11-вагонная (Пг+Пп+Мп+Пп+3Мп+Пп+Мп+Пп+Пг)    |
| Иволга-2.0         | 62-4496-14 (4496.00.00.000-14) | 7-вагонная (Пг+Мп+Пп+2Мп+Пп+Пг)              |
| Иволга-2.0         | 62-4496-18 (4496.00.00.000-18) | 11-вагонная (Пг+Пп+Мп+Пп+3Мп+Пп+Мп+Пп+Пг)    |
| Иволга-3.0         | 62-4556                        | 11-вагонная (Пг+Пп+Мп+Пп+2Мп+Пп+Мп+Пп+Мп+Пг) |
| Иволга-4.0         | 62-4556                        | 11-вагонная (Пг+Пп+Мп+Пп+2Мп+Пп+Мп+Пп+Мп+Пг) |

- Компоновка составов ЭГ2Тв
- Пятивагонный состав ЭГ2Тв-002 «Иволга» базовой версии с одним промежуточным прицепным вагоном
- Два шестивагонных состава «Иволга-1.0»: слева — ЭГ2Тв-004, справа — ЭГ2Тв-005

### Технические характеристики
Основные параметры электропоезда «Иволга» разных модификаций
| Технические характеристики                                             | ЭГ2Тв                      | ЭГ2Тв                      | ЭГ2Тв                      | ЭГЭ2Тв                     | ЭГЭ2Тв                     |
| Технические характеристики                                             | Иволга (базовая)           | Иволга 1.0                 | Иволга 2.0                 | Иволга 3.0                 | Иволга 4.0                 |
| Род тока, кВ                                                           | 3 кВ постоянного тока      | 3 кВ постоянного тока      | 3 кВ постоянного тока      | 3 кВ постоянного тока      | 3 кВ постоянного тока      |
| Конструкционная скорость, км/ч                                         | 120                        | 120                        | 120                        | 160                        | 160                        |
| Мощность тяговых электродвигателей, кВт                                | 300                        | 300                        | 300                        | 380                        | 380                        |
| Среднее ускорение до скорости 60 км/ч, м/с² не менее                   | 0,7-0,9                    | 0,7                        | 0,7                        | 0,9                        | 0,9                        |
| Высота уровня пола в таре, мм                                          | 1300                       | 1300                       | 1300                       | 1300                       | 1300                       |
| Количество входных дверей с каждой стороны                             | 2                          | 2                          | 2                          | 2                          | 3                          |
| Ширина дверного проема боковых дверей, мм                              | 1400                       | 1400                       | 1400                       | 1400                       | 1400                       |
| Максимальная нагрузка на ось, тс, (головной / моторного / немоторного) | 19 / 20 / 19               | 19 / 20 / 19               | 19 / 20 / 19               | 19 / 20 / 19               | 19 / 20 / 19               |
| База вагонов, мм                                                       | 15 000                     | 15 000                     | 15 000                     | 15 000                     | 15 000                     |
| Ширина кузова, мм                                                      | 3480                       | 3480                       | 3480                       | 3480                       | 3480                       |
| Длина вагона по осям автосцепок, м (головной / моторный / немоторный)  | 23,8 / 22,8 / 22,8         | 23,8 / 22,8 / 22,8         | 23,8 / 22,8 / 22,8         | 23,73 / 22,8 / 22,8        | 23,73 / 22,8 / 22,8        |
| Количество вагонов                                                     | 5                          | 11                         | 11                         | 11                         | 11                         |
| Составность                                                            | 2Г+3М / 2Г+2М+1Н           | 2Г+5М+4Н                   | 2Г+5М+4Н                   | 2Г+5М+4Н                   | 2Г+5М+4Н                   |
| Масса тары, т                                                          | 285/271,7                  | ?                          | ?                          | 581,6±22                   | ?                          |
| Длина электропоезда, м                                                 | 116,8                      | 253,5                      | 253,5                      | 253,5                      | 253,5                      |
| Мест для пассажиров-инвалидов в колясках                               | 2 в каждом головном вагоне | 2 в каждом головном вагоне | 2 в каждом головном вагоне | 2 в каждом головном вагоне | 2 в каждом головном вагоне |
| Туалеты                                                                | В головных вагонах         | В головных вагонах         | В головных вагонах         | В головных вагонах         | В головных вагонах         |
| Велопарковка                                                           | —                          | В головных вагонах         | В головных вагонах         | В головных вагонах         | В головных вагонах         |
| Мест для сидения (головной / промежуточный)                            | 24/58                      | 28/68                      | 28/68                      | 35/72                      | 35/64                      |
| Расчетная населенность электропоезда, чел                              | 829                        | ?                          | ?                          | более 1850                 | ?                          |
| Максимальная населенность электропоезда, чел                           | 1638                       | ?                          | ?                          | более 3380                 | ?                          |
| Срок службы электропоезда, лет                                         | 40                         | 40                         | 40                         | 40                         | 40                         |

## Нумерация и маркировка
Система нумерации, принятая для составов ЭГ2Тв, во многом аналогична применяемой для электропоездов СССР и России. Составам присваиваются номера трёхзначного написания, начиная с 001. Вагоны «Иволги», в отличие от вагонов предыдущих советских и российских электропоездов, имеют маркировку с двумя номерами: номера вагонов по составу в привычном формате XXXYY (где XXX — порядковый номер состава, YY — номер вагона), а также индивидуальные трёхзначные порядковые номера среди вагонов определённой модели (для каждой модели вагона свой учёт номеров).
Головным прицепным вагонам первых двух составов были присвоены внутрисоставные номера 01 и 11, промежуточным моторным — чётные номера (начиная с 02), промежуточным прицепным — нечётные, за исключением зарезервированных за головными вагонами номеров 01 и 11 (начиная с 03) — по такой схеме пронумерованы вагоны состава 002. В то же время нумерация вагонов состава 001, имеющего три моторных вагона, имеет исключение из этого правила, поскольку один из промежуточных моторных вагонов имеет нечётный номер 03, то есть нумерация всех моторных вагонов велась без пропуска (в отличие от принятой у отечественных электропоездов более ранних выпусков серий ЭР/ЭД/ЭТ системы, где все прицепные вагоны имели нечётные, а моторные — чётные номера).
Вагоны серийных шестивагонных составов «Иволга-1.0» и семивагонных «Иволга-2.0» нумеруются аналогично ЭГ2Тв-002, но с присвоением второму головному вагону внутрисоставного номера 09 (вместо 11, что ближе к традиционной системе СССР и России), а также с добавлением номера 06 для моторного вагона в шестивагонном или семивагонном составе и 05 для прицепного вагона в семивагонном составе.
Маркировка поезда наносится на лобовой части головного вагона по бокам от крышки обтекателя и содержит обозначение серии поезда ЭГ2Тв и его номер симметрично относительно автосцепки. При этом у поезда 001, после перекраски в цвета бренда «Московский транспорт», порядок нанесения отличается от применённого на поезде 002: последний имеет классический порядок (слева обозначение, справа номер), а для первого состава порядок обратный. Также у первых двух составов их номера без обозначения серии наносятся на головных вагонах сбоку между дверью и окном кабины машиниста возле камер заднего вида. У поездов «Иволга-1.0» порядок расположения обозначения серии и номера на лобовой части также классический, но боковая маркировка с обозначением номера состава отсутствует. У первого поезда версии «Иволга-2.0» (№ 027) на заводе изначально порядок нанесения серии и номера был обратным, при этом состав получил номер 001, поскольку на тот момент ещё не был решён вопрос об обозначении серии для новой версии поезда. В итоге было решено сохранить наименование серии таким же и продолжить нумерацию, и вскоре лобовая маркировка при перекраске была заменена на прямую, а номер переобозначен на 027. Такая же система маркировки стала применяться на всех последующих составах.
Маркировка каждого вагона состава ЭГ2Тв-001 изначально была нанесена на борту под окнами в центральной части и содержала две строки. В первой строке указывалось обозначение состава, затем (через тире) сокращённое обозначение модели вагона, пробел и модельный (заводской) номер вагона в формате ЭГ2Тв-MMMM NNN, где MMMM — четырёхзначное обозначение модели вагона (без префикса 62), а NNN — его номер в рамках данной модели. Например, для третьего по счёту выпущенного моторного вагона модели 62-4498 маркировка имела вид ЭГ2Тв-4498 003. В нижней строке указывались пять цифр в описанном выше формате XXXYY, обозначающих соответственно номер состава и номер вагона в составе. Например, для того же моторного вагона в составе поезда 001 маркировка имела вид 00104. Маркировка на борту вагонов следующего состава (ЭГ2Тв-002) была нанесена в более привычном формате: ЭГ2Тв-XXX YY в верхней строке (также добавился пробел между номерами поезда и вагона), а надпись MMMM NNN, наоборот, переместилась в нижнюю. Несколько позже вагоны состава ЭГ2Тв-001 были перемаркированы по аналогии со вторым.
На серийных составах «Иволга-1.0» и «Иволга-2.0» маркировка серии и номера вагона наносится по изменённой схеме: на головных вагонах она располагается на обоих бортах под окном задней части салона, а на промежуточных вагонах — в левой зоне каждого борта по центру между двумя окнами крайней части салона. Таким образом относительно каждого борта у всех вагонов, у левого головного вагона маркировка располагается в правой части борта, а у всех остальных вагонов — в левой. При этом обозначение серии и внутрисоставного номера вагона в формате ЭГ2Тв XXX YY располагается чуть ниже окон и наносится чёрными буквами на белом фоне, а обозначение модели и модельного номера MMMM NNN располагается в самом низу кузова и наносится белыми буквами на фоне синей полосы, и у всех вагонов, кроме головных, оно размещается правее основной маркировки, а не строго под ней. Кроме того, на каждом вагоне серийного состава в зоне под входными дверями более мелким шрифтом маркируется масса тары вагона, число мест и максимальная эксплуатационная скорость (у первых двух составов эти данные располагались в других месте и в новой окраске не были нанесены не головных вагонах полностью).
У составов «Иволга-2.0» система повагонной нумерации в нижней строке по номеру, следующему после обозначения модели вагона, была изменена. В то время как у составов базовой версии и версии 1.0 после заводского обозначения модели MMMM указывался уникальный индивидуальный порядковый номер вагона NNN в рамках этой модели, у составов версии 2.0 вместо последнего стал указываться трёхзначный номер, основанный на порядковом номере состава данной версии, равном N-26 (то есть у состава № 027 он равен 001, у состава № 028—002 и далее по возрастанию). Оба головных вагона 01 и 09 и оба прицепных промежуточных вагона 03 и 05 стали получать такой же послемодельный номер, как и состав, а из трёх моторных вагонов такой же номер получал только вагон 06, в то время как другой вагон (как правило 04) — тот же номер умноженный на два, а третий (как правило 02) — умноженный на два с вычитанием единицы. Например, у первого в рамках модели состава ЭГ2Тв-027 оба головных вагона имеют обозначение 4497 001, оба промежуточных прицепных — 4499 001, промежуточные моторные вагоны 06, 02 и 04 — 4498 001, 4498 002 и 4498 001 соответственно (у состава 027 номер удваивается у вагона 02). У всех последующих составов номер удваивается у вагона 04, а удваивается с вычитанием одного — у вагона 02. Например, у четвёртого состава «Иволга-2.0» ЭГ2Тв-030, головные вагоны имеют модельное обозначение 4497 004, промежуточные прицепные — 4499 004, промежуточные моторные вагоны 06, 04 и 02 — 4498 004, 4498 008 и 4498 007 соответственно.
Пример выполнения маркировки на вагонах приведён ниже на фото.
- Боковая маркировка номеров вагонов
- Маркировка на борту вагона состава ЭГ2Тв-001 в первоначальной окраске (на примере второго вагона Пг) до изменения. Сверху напротив серии обозначен номер по модели вагона, а снизу — номер по составу
- Маркировка на борту вагона ЭГ2Тв-002 (на примере первого вагона Мп) после изменения. Сверху ряду напротив серии обозначен номер по составу, снизу — номер по модели вагона
- Маркировка на борту вагона состава ЭГ2Тв-027 (на примере вагона Мп). Номер вагона по составу (в верхнем ряду) ещё не обозначен, в нижнем ряду после модели обозначен номер состава данной версии

Нумерация вагонов по составам ЭГ2Тв приведена ниже в таблице, где для шестивагонных составов («Иволга-1.0») и семивагонных составов («Иволга-2.0») вместо XXX указывается номер состава. Для составов «Иволга» первого выпуска, помимо моделей и номеров вагонов по составу, указаны также их номера в рамках модели, для серийных составов «Иволга-1.0» ввиду большого их количества и отсутствия точных данных о внутримодельных номерах вагонов в каждом из них эти данные не приводятся. Для составов «Иволга-2.0» также указан формат номера, обозначающегося на вагоне за обозначением модели.
| Параметр вагона                         | Данные по составу | Данные по составу | Данные по составу | Данные по составу | Данные по составу | Данные по составу | Данные по составу |
| Пятивагонный состав ЭГ2Тв (№ 001)       |                   |                   |                   |                   |                   |                   |                   |
| № вагона по порядку                     | 1                 | 2                 | 3                 | 4                 | 5                 | —                 | —                 |
| Тип вагона                              | Пг                | Мп                | Мп                | Мп                | Пг                | —                 | —                 |
| Модель вагона                           | 62-4497           | 62-4498           | 62-4498           | 62-4498           | 62-4497           | —                 | —                 |
| Номер по модели                         | 001               | 003               | 004               | 002               | 002               | —                 | —                 |
| Номер по составу                        | 00101             | 00104             | 00103             | 00102             | 00111             | —                 | —                 |
| Пятивагонный состав ЭГ2Тв (№ 002)       |                   |                   |                   |                   |                   |                   |                   |
| № вагона по порядку                     | 1                 | 2                 | 3                 | 4                 | 5                 | —                 | —                 |
| Тип вагона                              | Пг                | Мп                | Мп                | Пп                | Пг                | —                 | —                 |
| Модель вагона                           | 62-4497           | 62-4498           | 62-4498           | 62-4499           | 62-4497           | —                 | —                 |
| Номер по модели                         | 003               | 005               | 001               | 001               | 004               | —                 | —                 |
| Номер по составу                        | 00201             | 00202             | 00204             | 00203             | 00211             | —                 | —                 |
| Шестивагонные составы ЭГ2Тв (№ 003—026) |                   |                   |                   |                   |                   |                   |                   |
| № вагона по порядку                     | 1                 | 2                 | 3                 | 4                 | 5                 | 6                 | —                 |
| Тип вагона                              | Пг                | Мп                | Пп                | Мп                | Мп                | Пг                | —                 |
| Модель вагона                           | 62-4497           | 62-4498           | 62-4499           | 62-4498           | 62-4498           | 62-4497           | —                 |
| Номер по составу                        | XXX01             | XXX02             | XXX03             | XXX04             | XXX06             | XXX09             | —                 |
| Семивагонные составы ЭГ2Тв (№ 027—041)  |                   |                   |                   |                   |                   |                   |                   |
| № вагона по порядку                     | 1                 | 2                 | 3                 | 4                 | 5                 | 6                 | 7                 |
| Тип вагона                              | Пг                | Мп                | Пп                | Мп                | Мп                | Пп                | Пг                |
| Модель вагона                           | 62-4497           | 62-4498           | 62-4499           | 62-4498           | 62-4498           | 62-4499           | 62-4497           |
| Номер по составу                        | XXX01             | XXX02             | XXX03             | XXX04             | XXX06             | XXX05             | XXX09             |
| Номер после модели                      | (XXX-26)          | 2*(XXX-26)-1      | (XXX-26)          | 2*(XXX-26)        | (XXX-26)          | (XXX-26)          | (XXX-26)          |

## Конструкция
Конструктивные элементы поезда спроектированы с использованием модульного принципа, позволяющего добиться лёгкой заменяемости узлов и систем в случае возникновения такой необходимости. При этом доля комплектующих российского производства уже для опытных образцов составила порядка 80 %, с дальнейшими планами увеличения этого показателя; в сентябре 2018 года было заявлено о превышении уровня 90 %. В июне 2022 года Группа компаний «Ключевые системы и компоненты» (ГК КСК) получила сертификат и начала серийное производство различных компонентов для вагонов поезда «Иволга-3.0». Среди них присутствуют тяговый привод, микропроцессорные системы, системы обеспечения микроклимата салона и кондиционирования кабины машиниста, различные комплекты электрооборудования, автоматические двери, световые линии освещения, пассажирские кресла и тому подобное.
В декабре 2022 года стало известно о создании для семейства «Иволга» АТЭД собственного производства.
В итоге на момент ввода электропоезда «Иволга-3.0» в эксплуатацию доля российских комплектующих в нём составила 97 %.

### Механическое оборудование

#### Кузов
Кузова вагонов поезда ЭГ2Тв имеют цельнометаллическую несущую сварную конструкцию c вырезами для окон и дверей. Они состоят из рамы в виде продольных и поперечных балок, гофрированного пола, боковых и торцевых стен с плоской наружной обшивкой и крыши рамной конструкции с плоско-гофрированной обшивкой и вырезами под оборудование, а также отдельно закрепляемой у головных вагонов кабины машиниста с пластиковой наружной обшивкой. Основным материалом каркаса и наружной обшивки корпусов вагонов является нержавеющая сталь, а несущих элементов рамы кузова — низколегированная сталь.
В конструкции ЭГ2Тв впервые среди отечественных электропоездов как на головных, так и на промежуточных вагонах применены модульные блоки противоударной крэш-системы, на которые крепятся сцепные устройства и буфера вагонов. Эти блоки воспринимают на себя основную часть энергии удара в случае столкновения поезда с препятствием и при сильном ударе деформируются, тем самым снижая вероятность повреждения корпуса вагона и травмирования людей в поезде. До этого подобная система в России устанавливалась только на дизель-поезде; первым таким поездом стал ДП-М, также созданный ЗАО «Трансмашхолдинг» (на заводе ОАО «Метровагонмаш»).

###### Лобовая часть
Лобовая часть головного вагона поезда имеет два основных варианта исполнения — первоначальный с нижним выступом у составов с номерами с 001 по 026 (версии «Иволга» и «Иволга-1.0») и новый гладкий с полукруглым верхом и лобовым стеклом увеличенной высоты у составов ЭГ2Тв с номерами 027 и выше (версии «Иволга-2.0») и всех составов ЭГЭ2Тв (версиq 3.0 и 4.0). Она имеет наклонную аэродинамическую форму с вытянутым вперёд и плавно сужающимся носовым обтекателем, прикрывающим автосцепку и буфера. В верхней части кабины над обтекателем и буферными фонарями расположено сужающееся по направлению к носу вниз лобовое стекло кабины машиниста, а в самой верхней части встроен прожектор. Корпус кабины изготовлен из пластиковых панелей с несущим металлическим каркасом и крепится к металлическому каркасу основной части вагона.
Кабина первого типа имеет выступ с небольшим обратным наклоном спереди и по бокам на уровне автосцепки. Данная форма кабины была разработана испанским дизайнерским бюро «Integral Design and Development», наиболее известной разработкой которого стал дизайн скоростных электропоездов Talgo 250, головные вагоны которых также имеют нос схожей, но более вытянутой вперёд формы. У кабины второго типа данный выступ полностью отсутствует.
Лобовое стекло кабины первого типа имеет трапециевидную форму с горизонтальным верхним и немного закруглённым нижним краем, под которым в верхней части в кабине размещено маршрутное табло и два верхних красных хвостовых огня круглой формы по его краям. Стекло снабжено двумя дворниками (стеклоочистителями), основания которых расположены под ним, при этом левый дворник в неактивном состоянии поднят вверх вдоль левого края стекла, а правый направлен горизонтально справа налево. Сверху над лобовым стеклом в корпус поезда утоплен светодиодный белый прожектор круглой формы, который находится под трапециевидным защитным стеклом, расширяющимся книзу.
Лобовое стекло кабины второго типа больше по высоте и имеет скруглённый верхний край арочной формы, охватывая также и зону прожектора, который вместо отдельного стекла стал располагаться под лобовым и получил трапециевидную форму с расширением вверх вместо круглой. Горизонтальное маршрутное табло также расположено внутри кабины в верхней её части, но красные хвостовые огни по его краям стали прямоугольными, располагаясь по небольшим наклоном параллельно углам кабины. Посередине нижней части лобового стекла у кабины второго типа появилось дополнительное цифровое двузначное квадратное табло для отображения номера маршрута. Дворники лобового стекла у новой кабины расположены симметрично и в неактивном состоянии подняты вдоль края стекла.
Под носовым обтекателем поезда по центру расположена автосцепка СА-3, а по бокам от неё — два буфера с квадратным сечением лицевых панелей, основание которых наряду с автосцепкой утоплено в кузов и закреплено на противоударных поглощающих модулях. Снизу под автосцепкой на некотором удалении к днищу поезда закреплён путеочиститель тёмно-красного цвета, на котором размещены резиновые рукава пневматических магистралей и концевые краны. Над автосцепкой расположены электрические разъёмы для сцепления составов по системе многих единиц. При необходимости сцепления головного вагона с другим поездом носовой обтекатель может приподниматься вверх с помощью рычажного механизма.
Буферные фонари у кабины первого типа расположены за носовым обтекателем над продолговатым выступом. Каждый из них имеет белые головные и красные хвостовые огни в виде светодиодных светильников округлой формы, при этом хвостовые огни расположены ближе к краю. Изначально буферные фонари первых двух поездов «Иволга» были целиком встроены в корпус и имели внешнее стекло треугольной формы заподлицо с корпусом, при этом хвостовые огни располагались над головными и были утоплены чуть дальше последних. Однако после изменения требований к светосигнальным приборам нового подвижного состава в России конструкторы были вынуждены переработать форму фонарей так, чтобы белые и красные фонари располагались на одном уровне и удалении. В итоге летом 2016 года оба первых состава были оснащены новыми фонарями с выпуклым сужающимся по краям корпусом, в котором головные и хвостовые огни стали располагаться горизонтально, а защитное стекло перед ними существенно уменьшилось до размеров фонарей и получило овальную форму. Новые составы с кабиной первого типа («Иволга-1.0») уже изначально стали оснащаться фонарями такой конструкции. У кабины второго типа (у поездов «Иволга-2.0») буферные фонари представляют собой более компактные и узкие светодиодные светильники трапециевидной формы, повёрнутые почти вертикально параллельно угловым панелям, при этом они утоплены в корпус заподлицо с ним и расположены не на угловых панелях, как у кабины первого типа, а по краям передней наклонной панели ближе друг у другу. Хвостовые огни расположены в нижней части данных фонарей. Позднее составы первого типа, начиная с 008, стали проходить модернизацию с заменой круглых фонарей в выпуклом корпусе на утопленные диагональные, по виду аналогичные составам второго типа.
Под буферными фонарями у первых двух составов ЭГ2Тв с каждой стороны имеется по три ступеньки, одна из которых расположена на выступе лобовой части и две сбоку в специальном углублении, а также боковые вертикальные поручни сбоку от буферных фонарей и лобового стекла. У серийных составов, начиная с 003, эти ступеньки и поручни были убраны и боковина нижней части кабины стала более гладкой.
- Лобовая часть
- Лобовая часть ЭГ2Тв-001 «Иволга» с буферными фонарями встроенного типа (изначальная конструкция), вид слева
- Лобовая часть ЭГ2Тв-001 «Иволга» с буферными фонарями встроенного типа (изначальная конструкция), вид справа
- Лобовая часть ЭГ2Тв-002 «Иволга» с буферными фонарями выпуклого типа (после модернизации), вид слева
- Лобовая часть ЭГ2Тв-002 «Иволга» с буферными фонарями выпуклого типа (после модернизации), вид спереди
- Лобовая часть ЭГ2Тв «Иволга-1.0» с буферными фонарями выпуклого типа и без ступенек, вид справа
- Модернизированная лобовая часть ЭГ2Тв «Иволга-1.0» (ЭГ2Тв-025)
- Лобовая часть ЭГ2Тв-027 «Иволга-2.0» с буферными фонарями встроенного типа и новой маской кабины, вид справа
- Лобовая часть ЭГ2Тв-027 «Иволга-2.0» с буферными фонарями встроенного типа и новой маской кабины, вид спереди

##### Боковые стены
Боковые стены поезда гладкие и вертикальные, за исключением лобовой части головных вагонов, где кабина машиниста плавно сужается, при этом кабина первого имеет выступ в нижней части. Окна по бокам кабины машиниста имеют сложную изогнутую форму, ограниченную четырьмя дугами, в которые встроены трёхсекционные стёкла, одно из которых является сдвижной форточкой. Для контроля закрытия дверей вместо зеркал заднего вида применены бортовые видеокамеры, расположенные на уровне задних верхних углов боковых окон кабины позади них.
Следом за кабиной уже в основной части корпуса вагона расположены одностворчатые поворотные двери служебного тамбура кабины. Дверные створки служебного тамбура по высоте меньше, чем пассажирские, и расположены выше них. Они имеют небольшие окна и две поворотные ручки с замками, одна из которых по высоте рассчитана на использование при входе с высокой платформы, а другая — при подъёме в кабину по лестнице с уровня путей. Для подъёма с уровня путей или низкой платформы по бокам от двери в специальных выемках имеются вертикальные поручни, а под дверями — три ступеньки, одна из которых выполнена в виде выемки и расположена на уровне низа салонных дверей, а ещё две — в виде вертикальной лестницы.
Каждый вагон имеет два симметрично расположенных дверных проёма для пассажиров с обеих сторон, делящих боковину вагона на три части, в которых расположены окна салона. У головного вагона за служебным тамбуром располагается пространство длиной в три окна, при этом по левому борту имеется только два (среднее и заднее), а по правому — одно (заднее). За ним следует передняя пара дверей, расположенная примерно по середине длины вагона, за которой следуют два окна средней части салона у поездов базовой модели и модификаций 1.0 и 2.0 либо три окна у поездов версии 4.0, затем задняя пара дверей и одно окно задней части салона. У промежуточных вагонов двери расположены на расстоянии примерно в четверть их длины от торцов, при этом между торцами и дверями имеется по два окна салона, а в средней зоне — пять.
- Вагоны поезда Иволга-1.0
- ЭГ2Тв-010, вагон 010 09 (Пг) версии 1.0
- ЭГ2Тв-010, вагон 010 06 (Мп) версии 1.0
- ЭГ2Тв-010, вагон 010 03 (Пп) версии 1.0

- Вагоны поезда Иволга-2.0
- ЭГ2Тв-027, вагон 027 09 (Пг) версии 2.0
- ЭГ2Тв-027, вагон 027 02 (Мп) версии 2.0
- ЭГ2Тв-027, вагон 027 03 (Пп) версии 2.0

- Вагоны поездов Иволга-3.0 и 4.0
- ЭГЭ2Тв-011, вагон 011 01 (Пг) версии 3.0
- ЭГЭ2Тв-024, вагон 024 01 (Пг) версии 4.0
- ЭГЭ2Тв-020, вагон 020 11 (Пп) версии 4.0

###### Двери
Салонные двери поезда — двустворчатые прислонно-сдвижного типа и рассчитаны только на высокие платформы. В закрытом состоянии двери плотно прилегают к внешней облицовке поезда, в открытом — выступают наружу и сдвигаются вбок от прохода. Дверные створки имеют стеклопакеты и по краям снабжены резиновыми уплотнителями, которые в закрытом состоянии обеспечивают герметичность салона, не пропуская внутрь пыль и влагу. У поездов «Иволга» базовой версии и «Иволга-1.0» двери выкрашены в монотонный синий цвет и окна дверных створок расположены в верхней их части, совпадая по нижнему краю с окнами салона (при этом дверные окна по высоте больше салонных сверху), в то время как у поездов «Иволга-2.0» окна в дверных створках имеют увеличенную высоту в направлении вниз, а пространство вокруг дверных окон выкрашено в чёрный цвет, образуя декоративную окантовку.
Снаружи и изнутри двери оборудованы кнопками открытия зелёного цвета, размещёнными на одной из створок рядом с нижним углом стекла возле середины дверей. На створках передних дверей головных вагонов дополнительно под кнопками открытия имеются кнопки синего цвета для вызова помощника машиниста в целях помощи инвалидам и другим пассажирам, испытывающим трудности при входе и выходе. Все кнопки имеют круглую форму и снабжены обрамляющей их в виде кольца светодиодной подсветкой. Передние створки передних дверей головных вагонов оборудованы двумя белыми лампами, направленными к хвосту поезда и служащими машинисту в качестве индикатора отсутствия зажатых пассажиров вдоль борта в тёмное время суток. Над дверями снаружи у поездов базовой версии и версии 1.0 установлен красный светодиодный индикатор закрытия, мигающий при закрытии дверей красным цветом, при этом также издаётся предупредительный писк. У поездов версии 2.0 верхний световой индикатор отсутствует, вместо него непосредственно в дверные створки по бокам от стёкол со стороны середины снаружи и изнутри встроены светодиодные светильники в виде вертикальных линий, которые горят зелёным светом у открытых дверей или у закрытых дверей в режиме открытия пассажирами по кнопке и мигают или горят красным при их открытии и закрытии.
Двери могут открываться как по требованию машиниста из кабины, так и по требованию пассажиров при нажатии кнопки адресного открытия в случае, если машинистом включён данный режим. При скорости поезда выше 5 км/ч двери автоматически блокируются, а в открытом состоянии запрещают системе управления отправление поезда. Двери оборудованы системой противозажатия пассажиров и автоматически открываются на некоторое время при возникновении препятствия в момент закрытия.
- Двери
- Поворотная дверь служебного тамбура кабины машиниста
- Прислонно-сдвижные салонные двери «Иволги» базовой версии. Видны кнопки запроса открытия и вызова помощника машиниста
- Прислонно-сдвижные салонные двери «Иволги-2.0»
- Прислонно-сдвижные салонные двери «Иволги-4.0»

##### Торцевые стены и межвагонные переходы, спцепные устройства
Торцевые стены вагонов гладкие и окрашены в тёмно-серый цвет. В центральной части торцевых стен на уровне пассажирского салона имеются проёмы межвагонных проходов, которые изолированы от улицы и соединены герметичным резиновым межвагонным переходом типа «гармошка». По бокам от перехода, преимущественно в верхней части вагонов, расположены розетки электрических межвагонных соединений, к которым крепятся межвагонные электрические кабели. Вагоны сцепляются между собой с помощью беззазорных сцепных устройств, расположенных под межвагонным переходом, где также расположены рукава пневматических магистралей. Снаружи межвагонное пространство может быть оснащено дополнительной боковой резиновой гармошкой, расположенной на уровне салона и ограждающей пассажиров на платформе от падения или залезания в межвагонное пространство. Такие внешние гармошки установлены у состава 001 и серийных составов версии «Иволга-2.0» с 027, в то время как у состава 002 и серийных составов версии «Иволга-1.0» они отсутствуют.
- Торцевые стены и межвагонные переходы
- Межвагонный переход на ЭГ2Тв-001 (вариант без защиты)
- Межвагонный переход на ЭГ2Тв-001 (вариант с гибкой защитой)
- Межвагонное пространство между головным и промежуточным (слева) и двумя промежуточными вагонами ЭГ2Тв
- Торцевая часть вагона ЭГ2Тв-030 с открытым переходом

- Сцепные устройства
- Головная автосцепка СА-3
- Межвагонное беззазорное сцепное устройство

#### Тележки
Каждый вагон электропоезда опирается на две двухосные тележки. На моторных вагонах устанавливаются моторные тележки модели 68-4112, а на прицепных вагонах — безмоторные модели 68-4113.
Рамы тележек имеют замкнутую сварную конструкцию и состоят из двух продольных несущих балок и трёх поперечных соединительных балок — широкой центральной и двух узких концевых. Продольные балки имеют занижение по центру для установки пневморессор, на этой же высоте они соединены с центральной поперечной балкой, расположенной ниже концевых.
Рессорное подвешивание тележек двухступенчатое. В первой буксовой ступени рама тележки опирается на буксы через установленные непосредственно над ними винтовые пружины, прикрытые защитным кожухом, а также подвешивается к ним со стороны центра тележки с помощью выступающих вбок рычагов с шарнирным креплением к раме. Со стороны края тележки буксы также имеют небольшие выступы, к которым крепятся гидравлические демпферы, закреплённые с другого конца к раме тележки и служащие для гашения вертикальных колебаний. Во второй кузовной ступени кузов опирается на раму тележки через две центральные пневморессоры с адаптивным подвешиванием, расположенные по краям центральной балки, а также фиксируется центральным упором в середине центральной балки. Давление в пневморессорах регулируется системой управления в зависимости от загруженности вагона, позволяя поддерживать пол салона на одном уровне. К нижней части продольных балок рамы с левой стороны по обоим бортам также крепится ещё один гидродемпфер, соединяющий раму с кузовом. На случай отказа системы управления в конструкции вагона предусмотрены страховочные тросы между тележкой и кузовом.
Тяговые и тормозные усилия от рамы тележки к кузову передаются через две боковые и две центральные тяги, расположенные под небольшим уклоном к горизонтали и закрепляемые к кронштейнам под днищем кузова и на раме тележки. Боковые тяги крепятся к раме тележки с правой стороны вблизи края продольной балки относительно каждого борта и направлены к центру, а центральные крепятся сбоку от центрального упора и направлены к краям. Боковые усилия от тележки к кузову передаются при помощи двух поперечных тяг, закрепляемых к кронштейнам над наклонной частью продольных балок с левой стороны относительно каждого борта.
Каждая тележка имеет две колёсные пары, которые состоят из оси, двух колёс с дисковыми тормозами, двух букс с роликовыми подшипниками, а также редукторного узла на моторных тележках. Тележки вагонов оснащены специальными блоками, очищающими рабочие поверхности колёс, с целью обеспечения стабильности сцепления колёсных пар с рельсами и уменьшения износа колёс.

На моторных тележках установлено два тяговых электродвигателя, каждый из которых имеет индивидуальный привод через свой редуктор, насаженный на ось колёсной пары. Электродвигатели размещаются в пространстве между осью и центральной балкой и смещены к левой стороне относительно ближайшей поперечной концевой балки, а редукторы — к правой. На электропоездах применяются двухступенчатые редукторы модели GMK 2-66-495E, разработанные австрийской компанией Traktionssysteme Austria (TSA). Входной вал редуктора соединяется с тяговым двигателем через мембрану, а выходной вал с осью колёсной пары — через резиновую клиновую муфту. Данный редуктор имеет общее передаточное отношение 6,6 и рассчитан на максимальную эксплуатационную скорость 120 км/ч при диаметре колеса от 957 (новое) до 880 мм (при износе). Масса редуктора составляет 630 кг.
- Тележки
- Немоторная тележка модели 68-4113 (вид сбоку)
- Моторная тележка модели 68-4112 (вид сбоку)
- Моторная тележка модели 68-4112 на выставке «Экспо 1520»

### Пневматическое и тормозное оборудование
Электропоезд оснащён пневматическим и тормозным оборудованием, большая часть которого изготовлена фирмой «Knorr-Bremse». Каждый вагон имеет напорную и тормозную пневматические магистрали, проложенные под днищем вагона и соединяемые по составу резиновыми пневматическими рукавами по торцам вагонов. Подкачка воздуха в напорную магистраль до нужного давления осуществляется поршневым безмасляным компрессором, установленном в подвагонном пространстве головного вагона, после чего воздух перед подачей в магистраль проходит двухкамерную сушилку, где из воздуха удаляется избыточная влага и влажность воздуха понижается ниже 35 %. Это позволяет предотвратить замерзание пневматических труб и кранов в холодное время года. Благодаря системе осушения из воздуха также удаляются масла, поэтому масляный фильтр не используется.
Тележки вагонов оснащены дисковыми тормозами с электропневматическим и пневматическим приводом. На боковинах колёс закреплены тормозные диски, которые обжимаются сбоку тормозными колодками при понижении давления в тормозной пневмомагистрали. Половина колодок оснащена специальными пружинными аккумуляторами, используемыми в качестве стояночного тормоза, способного удержать поезд от самопроизвольного скатывания на уклонах до 30 %.

### Электрооборудование
Электрооборудование поезда размещено главным образом в подвагонном пространстве между тележками в подвешенных снизу к корпусу вагона специальных контейнерах и на крышах вагонов, часть оборудования расположена в специальных шкафах в салоне и кабине машиниста.

#### Токоведущее электрооборудование
Основное токоведущее оборудование электропоезда расположено на крышах моторных вагонов между двумя кондиционерами вагона над зонами входа и средней зоной салона между ними. Над одной из входных зон установлен асимметричный токоприёмник в виде полупантографа для токосъёма с верхней контактной сети. Полупантографы размещены на специальной подставке на четырёх изоляторах и ориентированы сгибающейся частью по направлению к дальнему краю вагона. От токоприёмника отходит токоведущая шина к двум изоляторам, расположенным за токоприёмником вдоль левого борта, между которыми имеется дроссель подавления радиопомех. Для возможности питания всех вагонов поезда только от части токоприёмников с целью снижения их износа предусмотрено их параллельное соединение в виде проложенных по крышам вагонов изолированных электрических кабелей, которые подключены к перемычкам по торцам вагонов. Перемычки двух смежных вагонов соединяются между собой двумя витыми кабелями.

Для возможности электрического торможения поезда при невозможности рекуперации на крышах моторных вагонов установлены 16 блоков тормозных резисторов, преобразующих электрическую энергию от двигателей в тепловую, которая рассеивается в атмосферу. Блоки резисторов установлены на некотором отдалении от токоприёмника вплоть до второго кондиционера и расположены в четыре параллельных ряда по четыре блока в каждом. На крышах головных вагонов между кондиционерами с левой стороны также имеется один блок демпферных резисторов. Каждый блок имеет три нагревательных элемента в форме спирали, расположенных параллельно друг другу.
- Крышевое токоведущее и вентиляционное оборудование
- Крыша головного вагона. Слева направо — вид спереди с кабиной, вид спереди крупным планом и вид сзади
- Крыша моторного вагона. Слева направо — вид со стороны токоприёмника, вид со стороны резисторов вагона с межвагонным кабелем и вагона без кабеля
- Токоприёмник на моторном вагоне, вид сбоку

#### Преобразователи
Для понижения входного напряжения от контактной сети и преобразования постоянного тока в переменный ток необходимой частоты используются статические преобразователи на интеллектуальных транзисторных модулях IGBT, размещённые в специальных контейнерах в подвагонном пространстве. На моторных вагонах установлены тяговые преобразователи, а на головных — преобразователи собственных нужд.
На электропоездах ЭГ2Тв установлены тяговые преобразователи BORDLINE CC1500 DC 3kV U 2000 037 A02 с двумя двухуровневыми инверторами. Они отвечают за питание цепей тяговых электродвигателей, преобразуя постоянный ток от контактной сети в трёхфазный ток регулируемого напряжения и частоты в режиме тяги, а также управляют двигателями и преобразуют ток обратно для возврата в контактную сеть или сброса энергии на реостатах в режиме рекуперативного или реостатного электрического торможения. Преобразователи разработаны швейцарской фирмой ABB и производятся Рижским электромашиностроительным заводом (РЭЗ) в Латвии. Преобразователь включает два тяговых инвертора и два тормозных прерывателя, вспомогательный преобразователь и модуль управления. Каждый инвертор имеет один трёхфазный выход для группового регулирования двух асинхронных тяговых двигателей тележки в режимах тяги и электродинамического торможения, обеспечивая их реверсирование, регулирование момента и скорости вращения АТД в режимах тяги и электродинамического торможения, независимо для каждой моторной тележки. В конструкции импульсного инвертора применяются силовые полупроводниковые приборы — биполярные транзисторы с изолированным затвором (IGBT), рассчитанные на 6,5 кВ. Каждый импульсный инвертор состоит из трёх фазовых модулей, подключенных параллельно к источнику постоянного входного напряжения и образующих трёхфазный преобразователь. Тормозные прерыватели служат для широтно-импульсного регулирования мощности крышевых тормозных реостатов с автоматическим перераспределением энергии торможения между контактной сетью и тормозными резисторами в случае неэффективности рекуперации энергии в контактную сеть, а также для снижения перенапряжений на конденсаторах сетевого фильтра и штатного ускоренного разряда конденсаторов. Для охлаждения тягового преобразователя используется жидкостная система охлаждения, размещённая в отдельном контейнере и связанная трубопроводом с контейнером преобразователя.
В 2016 году в целях удешевления производства вместо дорогих импортных преобразователей ABB планировалось разработать и впоследствии устанавливать на серийных поездах более дешёвые российские преобразователи ПСТ-1200, которые должны были производиться Новочеркасским электровозостроительным заводом. Преобразователь был разработан ООО «ТМХ Инжиниринг», совместно с ГК КСК. По состоянию на июнь 2022 года ООО «КСК Системы привода», входящее в ГК КСК, изготовило опытные образцы ПСТ-1200, получило сертификат соответствия Технического регламента Таможенного союза. Позже было налажено серийное производство тягового оборудования с ПСТ-1200, предназначенного для версии «Иволга-3.0». Данный тип преобразователя содержит импортные компоненты, в связи с чем по состоянию на 2022 год проводятся работы по замещению таких компонентов на отечественные.
На головных вагонах установлены преобразователи собственных нужд ПСН-200-У1 производства российской фирмы «ГАМЕМ», включающие в себя взаимозаменяемые импортные диодные модули, производимые компаниями «Mitsubishi», «Semikron» и «Infineon». Каждый преобразователь состоит из двух блоков, разделённых на два отдельных контейнера — высоковольтного и низковольтного с системами управления, защиты и диагностики, которые базируются на однокристальных ЭВМ производства фирм «Atmel» и «Xilinx». Высоковольтная часть (ВСП-200-У1) состоит из входного фильтра и входного понижающего преобразователя с гальванической развязкой, а низковольтная (НСП-200-У1) — из трёхфазного инвертора переменного тока частоты 50 Гц с номинальным линейным напряжением 380 В, используемого для питания асинхронных электродвигателей вспомогательных машин (компрессоров и кондиционеров), и конвертора постоянного тока напряжения 110 В для питания цепей управления, освещения и зарядки аккумуляторных батарей. При нахождении поезда на стоянке без контактной сети с возможностью подключения трёхфазного кабеля низковольтный преобразователь также может использоваться для преобразования трёхфазного переменного тока с линейным напряжением 380 В в постоянный ток с напряжением 110 В.

#### Тяговые электродвигатели
На моторных тележках электропоездов «Иволга» установлены асинхронные тяговые электродвигатели, имеющие индивидуальный привод на каждую ось и поддерживающие возможность электрического торможения.
На электропоездах серии ЭГ2Тв («Иволга» базовая, 1.0, 2.0) устанавливались тяговые электродвигатели модели TME 46-32-4 разработки австрийской компании Traktionssysteme Austria (TSA). Данная модель электродвигателей производилась на Рижском электромашиностроительном заводе (входит в состав Трансмашхолдинга), под условным названием 1ДТА.002 У1.
В 2019 году Псковский электромашиностроительный завод разработал тяговый электродвигатель ДАТЭ-1У1 для электропоезда «Иволга». По заверению YouTube-канала «808», в октябре 2019 года новые поезда «Иволга» уже укомплектовывались двигателями этой модели. Однако данная информация вызывает сомнения, поскольку, во-первых, сертификат на двигатели данного типа был получен лишь в декабре 2019 года, а во-вторых, согласно данным сайта Регистра сертификации на федеральном железнодорожном транспорте, поезда ЭГ2Тв (включая «Иволгу» 1.0 и 2.0), укомплектованные альтернативными электродвигателями, сертификационных испытаний не проходили.
В апреле 2022 года компания «Крона Груп», являющаяся дистрибьютором продукции Рижского электромашиностроительного завода (входит в состав Трансмашхолдинга) в России, получила сертификат соответствия на электродвигатели ДТА-380-У1, разработанные для поездов «Иволга 3.0» и «Иволга 4.0» с конструкционной скоростью 160 км/ч.
Впоследствии, на фоне изменения геополитической обстановки, выпуск двигателей данного типа планировалось перенести Россию. В августе 2023 года предприятие «ТМХ-Электротех», расположенное в Новочеркасске (также входящее в состав
Трансмашхолдинга), получило сертификат соответствия на выпуск данной модели двигателей. В 2023 году на мощностях «ТМХ-Электротех» был запланирован выпуск 180 двигателей ДТА-380, которых достаточно для укомплектации девяти 11-вагонных составов.
Основные характеристики электродвигателей для электропоезда «Иволга» приведены в таблице:
| Параметр                                    | Значение по типу двигателя | Значение по типу двигателя | Значение по типу двигателя | Значение по типу двигателя |
| Параметр                                    | TME 46-32-4 (1ДТА.002 У1)  | ДАТЭ-1У1                   | ДАТЭ-1У1                   | ДТА-380-У1                 |
| Параметр                                    | TME 46-32-4 (1ДТА.002 У1)  | длительный режим           | кратковременный режим      | ДТА-380-У1                 |
| Вентиляция                                  | Самовентиляция             | Самовентиляция             | Самовентиляция             | Принудительная вентиляция  |
| Номинальная мощность, кВт                   | 300                        | 305                        | 360                        | 380                        |
| Номинальное линейное напряжение, В          | 2340                       | 2340                       | 2340                       | 2200                       |
| Номинальный ток фазы статора, А             | 90                         | 90                         | 110                        | 121                        |
| Номинальная частота вращения, об/мин        | 2363                       | 2400                       | 2390                       | 2036                       |
| Максимальная частота вращения, об/мин       | 4709                       | 4800                       | 4800                       | ?                          |
| Номинальная частота тока статора, гц        | 79,5                       | 81,2                       | 81,2                       | ?                          |
| Номинальный вращающий момент, Н·м           | 1211                       | 1215                       | 1438                       | ?                          |
| Пусковой вращающий момент, Н·м              | 2702                       | ?                          | ?                          | ?                          |
| Коэффициент полезного действия, %, не менее | ?                          | 93,5                       | 91                         | ?                          |
| Коэффициент мощности, не менее              | 0,84                       | 0,85                       | 0,89                       | ?                          |
| Масса двигателя, кг                         | 690                        | 725                        | 725                        | ?                          |

#### Кондиционеры
Для поддержания комфортной температуры и состояния воздуха в салоне и кабине поезда на крышах вагонов установлены кондиционеры производства фирмы «Остров СКВ». Каждый вагон имеет по два больших кондиционера пассажирского салона модели СКВ-55-ЭГ2Тв, которые у промежуточных вагонов размещены над крайними посадочными зонами салона, а у головных — ближе к центру вагона над передней и средней посадочными зонами. У головных вагонов в передней части крыши над служебным тамбуром также установлен меньший по размеру и мощности кондиционер кабины машиниста модели СКВ-4.5-ЭГ2Тв. В обоих кондиционерах применяется хладагент R134a. Кондиционеры засасывают уличный воздух в климатические камеры и смешивают его с воздухом из салона, где происходит его нагрев или охлаждение, а также обеззараживание с помощью встроенных ультрафиолетовых ламп, после чего смешанный воздух поступает обратно в салон через потолок или радиаторные каналы около сидений в зависимости от режима работы.
Основные технические характеристики кондиционеров приведены в таблице:
| Параметр                                                         | Значение по типу кондиционера    | Значение по типу кондиционера |
| Параметр                                                         | СКВ-55 (для салона)              | СКВ-4.5 (для кабины)          |
| Напряжение и частота электропитания, В, Гц                       | ~3 x 380В, 50Гц; = 3000В; = 110В | ~3 x 380В, 50Гц               |
| Потребляемая мощность (охлаждение / отопление / вентиляция), кВт | 15 / 31 / 1                      | 2,55 / 3,25 / 0,25            |
| Холодопроизводительность, кВт                                    | 27,5                             | 4,5                           |
| Теплопроизводительность, кВт                                     | 30                               | 12                            |
| Объём приточного воздуха, м³/ч                                   | 2500                             | 1100                          |
| Размеры (длина / ширина / высота), мм                            | 2580 / 2495 / 625                | 1100 / 920 / 310              |
| Масса, кг                                                        | 950                              | 180                           |

#### Аккумуляторные батареи
Для питания цепей управления и освещения и вспомогательных машин при отключенной контактной сети головные вагоны электропоезда оснащены аккумуляторной батареей 87KGL140P-1, размещённой в подвагонном пространстве. Батарея состоит из 87 последовательно соединённых аккумуляторов KGL140P, имеющих номинальную ёмкость 140 А*ч и напряжение 1,2 В каждый и обеспечивающих в режиме разряда номинальный ток в 28 А. Аккумуляторы — щелочные никель-кадмиевые, не требующие периодической корректировки уровня электролита при работе в режиме длительного подзаряда малым током. Каждый аккумулятор имеет блок из ламельных положительных окисно-никелевых и отрицательных кадмиевых электродов, опущенных в заполненный электролитом сосуд из сополимера полипропилена и разделённых между собой пластиковыми сепараторами, позволяющими свободную циркуляцию электролита. Масса каждого аккумулятора составляет 6,5 кг.

#### Система управления и диагностики
Электропоезд оборудован комплексной системой управления и диагностики (комплекс УПУ ЭГ2Тв), разработанной НИИ приборостроения им. Тихомирова и производимой Чебоксарским приборостроительным заводом (АО «ЭЛАРА»).
Комплекс УПУ ЭГ2Тв содержит следующие основные составные части:
- унифицированные пульты управления (УПУ) — по одному в каждом вагоне Пг;
- блоки управления вагоном (БУВ) — по одному в каждом вагоне;
- системы информационные транспорта (СИТ) — по одной в каждом вагоне;
- системы видеонаблюдения (СВН) — по одной в каждом вагоне;
- пожарно-охранная система (ПОС);
- информационные табло различного назначения.

Система управления и диагностики взаимодействует с вагонными датчиками, тяговым и тормозным оборудованием, а также с безопасным объединённым локомотивным объединённым комплексом (БЛОК).
Главные компьютеры системы управления расположены в кабинах машиниста и глубоко интегрированы с системами пульта управления, такими как дисплеи пульта, адаптер бесконтактного контроллера машиниста и блок управления стеклоочистителями, а также с комплексом БЛОК. Процессор связан через шину CANopen с БУВ каждого вагона, через который осуществляется управление тягой и торможением поезда, а также собирается информация с вагонных датчиков. Через шину Ethernet осуществляется связь СИТ и СВН вагонов с контроллерами УПУ. Центральная система управления является масштабируемой, позволяя при необходимости подключать новые устройства и системы с использованием универсальной шины и устанавливать дополнительные программные модули. С системой ПОС центральный процессор связан через отдельный интерфейс.
Система управления поддерживает как ручное, так и автоматическое управление движением с возможностью переключения машинистом, при котором она на основе запрограммированного графика движения по маршруту, показаний светофоров и разрешённого скоростного режима управляет тягой и торможением поезда, выбирая оптимальный режим движения в целях экономии энергии. В ручном режиме управление поездом осуществляется бесступенчатым электронным контроллером тяги и торможения, при помощи которого машинист плавно регулирует тяговые и тормозные усилия. При торможении система управления отдаёт предпочтение электродинамическому рекуперативно-реостатному торможению, при котором механическая энергия движения поезда преобразуется в электрическую и затем возвращается в контактную сеть или при недостаточной эффективности рекуперации преобразуется в тепло на тормозных реостатах, и только при его недостаточной эффективности либо непосредственно перед остановкой на малых скоростях применяется электропневматическое фрикционное торможение, при этом контроллер автоматически регулирует давление в тормозной магистрали. Для большей надёжности тормозная система имеет свой независимый блок управления.
Система управления снабжена программным обеспечением, которое формирует и выводит на дисплеи кабины машиниста информацию о состоянии всех систем поезда и параметрах его движения по маршруту, передаёт от пульта управляющие команды, а также наряду с автоведением поезда принимает на себя ряд функций по автоматическому управлению работой вагонного оборудования на основе показаний датчиков и автоматически информирует пассажиров об остановках и выводит иную информацию, что позволяет разгрузить машиниста. В то же время система осуществляет запись показаний датчиков и режима движения поезда на энергонезависимом накопителе, а также запись видео с камер наблюдения, которые сохраняются на некоторое время для возможности последующего анализа, а также передаёт данную информацию железнодорожным службам по радиосвязи.

### Интерьер

#### Пассажирский салон

##### Планировка
Пассажирский салон электропоезда ЭГ2Тв «Иволга» имеет бестамбурное исполнение и по компоновке во многом схож с салоном электропоездов «Ласточка». Салон каждого вагона имеет по две пары автоматических двухстворчатых прислонно-сдвижных дверей по две с каждой стороны, которые образуют входные площадки, разделяющие салон на три посадочные зоны. В головном вагоне передняя посадочная зона занимает пространство длиной в три боковых окна салона, средняя — в два, а задняя — в одно; в промежуточном передняя и задняя зона занимают пространство в два окна, а средняя — в пять.
В передней посадочной зоне салона головного вагона салон отделён от служебного тамбура кабины машиниста сплошной перегородкой с закрывающейся дверью, смещённой вместе с проходом к левому борту. Вдоль правого борта со стороны кабины половину длины передней зоны (полтора условных окна) занимает просторный туалетный блок, рассчитанный на въезд инвалидных колясок, позади которого расположена площадка для стоячих пассажиров, колёсных средств передвижения и габаритного багажа с единственным боковым окном в задней части. Напротив санузла слева установлены багажные полки, занимающие в длину треть передней зоны, а позади них имеется посадочная зона с двумя окнами. Все остальные посадочные зоны в поезде имеют окна с двух сторон и целиком отведены под пассажирские кресла, расположенные по бокам от центрального прохода и ориентированные вдоль направления движения.
Количество и планировка сидений в поезде может иметь различные варианты исполнения в зависимости от требуемых условий эксплуатации и класса вагона. Все выпускаемые электропоезда имеют салон городского исполнения трёх типов. У салона базового (нулевого) типа, применённого в опытных составах «Иволга» (№ 001 и № 002), количество сидячих мест снижено для увеличения общей вместимости: кресла в средней части салона расположены преимущественно по схеме 2+1, и только в крайних частях — по схеме 2+2 или 2+0. У салонов первого и второго типа, применённых в составах «Иволга-1.0» (№ 003—026) и «Иволга-2.0» (№ 027 и выше) соответственно, число сидячих мест увеличено: все кресла расположены по схеме 2+2 и 2+0 в торцевых частях, а в передней части салона головного вагона вместо кресел имеются боковые откидные сиденья. Кресла в салоне городского типа расположены друг напротив друга возле боковых окон, так что их спинки находятся в промежутках между окнами, что позволяет смотреть в окна всем сидящим пассажирам.
Салон головного вагона городского исполнения поездов базового типа имеет 24 посадочных места, первого и второго типа — 28 мест, а третьего и четвёртого типа — 35 мест. Расположение сидений в салоне следующее:
- в передней части салона нулевого типа вдоль окон левого борта продольно установлено четыре кресла: одно позади первого окна лицом вперёд, одно впереди второго лицом назад по схеме 1+0 и два позади второго окна по схеме 2+0[121]; у ранней модификации салона типа 1.0 возле этих двух окон по левому борту изначально было расположено шесть боковых откидных мест лицом к проходу (по три возле каждого окна)[122], в более поздней модификации салона 1.0 и в салоне 2.0 — по левому борту было оставлено только четыре откидных сиденья, и они были сдвинуты ближе друг к другу напротив переднего окна, а два последних откидных сиденья возле входной зоны были перенесены на правую сторону напротив задней половины правого окна рядом с креплениями для велосипедов и самокатов[68]; у салона 3.0 и 4.0 напротив переднего левого окна было оставлены только по три откидных сиденья, а сиденья по правому борту в зоне площадки для велосипедов был убраны[145][146]
- в средней части салонов поездов базовой модели, 1.0 и 2.0 имеется две пары окон и напротив них установлено четыре ряда кресел (по два на окно), при этом у салона типов 1.0 и 2.0 все сиденья расположены по схеме 2+2 (всего 16 мест)[122], а у салона нулевого типа во втором и третьем рядах отсутствует по одному месту около прохода со стороны левого борта и сиденья расположены по схеме 1+2 (всего 14 мест)[121], в средней части салонов поездов 3.0 и 4.0 имеется три пары окон, напротив которых установлено шесть рядов сидений по схеме 2+2 (всего 24 места);
- в задней части салона напротив пары окон установлено два ряда кресел, у поездов базовой модели, 1.0 и 2.0 они размещены по схеме 2+2 и 2+0 (всего 6 мест) и в правом заднем углу из-за наличия створок электрического шкафа в торцевой стене сиденья отсутствуют[68][121][122], в то же время у поездов 3.0 и 4.0 все сиденья установлены по схеме 2+2 (всего 8 мест)[145][146].

- Интерьер головного вагона (передняя часть)
- Передняя часть салона типа 1.0 в изначальном варианте. Слева расположены багажные полки и откидные сиденья, справа — туалет и площадка с креплениями для велосипедов и самокатов
- Передняя часть салона типа 2.0
- Передняя часть салона типа 3.0
- Передняя часть салона типа 4.0

- Интерьер головного вагона (основная часть)
- Общий вид салона базового типа (0.0). Сиденья расположены по схеме 2+1 и 2+2
- Задняя часть салона базового типа (0.0). Видны большой электрический шкаф слева и малый справа над сиденьями
- Задняя часть салона типа 2.0
- Общий вид средней части салона типа 3.0, в отличие от предыдущих моделей средняя часть имеет три пары окон, а не две.

Салон промежуточного вагона городского исполнения поездов базового типа имеет 58 посадочных мест, первого и второго типа — 68 мест, третьего типа — 72, а четвёртого типа — 64. Расположение сидений в салоне следующее:
- в передней и задней части салона двухдверных вагонов всех типов, кроме 4.0, между торцом и дверями установлено четыре ряда кресел напротив двух пар окон, при этом у поездов базовой модели, 1.0 и 2.0 сиденья расположены по схеме 2+2 только в трёх из них, а в крайнем возле стены — 2+0 (всего 14 мест)[68][121][122], при этом электрические шкафы в передней и задней зоне, возле которых сиденью отсутствуют, расположены друг напротив друга со стороны одного борта вагона[37][82][83], в то же время у поездов 3.0 — по схеме 2+2 во всех четырёх рядах (всего 16 мест)[81][145];
- в средней части салона двухдверных вагонов (кроме 4.0) напротив пяти пар окон установлено десять рядов кресел, при этом у салона первого, второго и третьего типа все сиденья расположены по схеме 2+2 (всего 40 мест)[68][122][145], а у салона базового типа во всех рядах отсутствует по одному месту около прохода со стороны левого борта относительно ближайших дверей, и сиденья расположены с центральной симметрией по схеме 1+2 и 2+1 (всего 30 мест)[83][121].
- у трёхдверных вагонов 4.0 средняя пара дверей делит салон на две равные части по четыре пары окон, напротив которых установлено восемь рядов кресел по схеме 2+2 (всего 32 места в каждой из двух частей)[146].

- Интерьер промежуточного вагона
- Средняя часть салона базового типа (0.0). Большая часть сидений размещена по схеме 2+1
- Средняя часть салона типа 1.0. Все сиденья размещены по схеме 2+2, вдали виден центральный поручень
- Крайняя часть салона типа 2.0
- Средняя часть салона типа 3.0. Все сиденья размещены по схеме 2+2, виден центральный поручень
- Салон типа 4.0 с тремя парами дверей

##### Отделка
Материалы облицовки стен, потолка и пола салона подобраны из соображений противовандальной устойчивости, санитарно-гигиенических норм и требований пожарной безопасности. Дизайн салона выполнен в светлых тонах, что создаёт комфортабельную атмосферу для пассажиров. Стены, входные двери и потолки вагонов облицованы пластиковыми формованными панелями молочно-белого и светло-серого цвета, при этом по бокам стены внизу окрашены в синий цвет. Потолок салона разделён на три части — центральную и две боковых, расположенных чуть ниже центральной и отделяемых от неё световыми линиями. Пол в салоне базового и первого типа окрашен в светло-серый цвет в посадочных зонах и в бледно-синий цвет с серыми точками во входных зонах, а в салоне второго типа он везде окрашен в светло-серый цвет в обоих зонах, но при этом по центру входных зон имеются тёмно-серые квадраты, а вдоль салона по проходу проходят две параллельные тёмно-серые полосы, которые расширяются во входных зонах и огибают квадрат (изначально эти полосы и квадраты были жёлтыми). У передней входной зоны в головном вагоне пол напротив дверей имеет откидные рампы для инвалидных колясок с каждой стороны. Входные зоны отделены от посадочных вблизи стен небольшими перегородками, которые препятствуют проникновению в салон жары или холода с улицы. Эти перегородки снизу сплошные, а сверху имеют выемки, в которые встроены прозрачные стёкла.

###### Окна
По бокам вагонов в оконных проёмах установлены стеклопакеты со скруглёнными углами и резиновыми уплотнителями, обеспечивающие теплоизоляцию салона, при этом для улучшения обзора и увеличения количества света в салоне межоконные проёмы выполнены узкими. Подавляющее большинство стеклопакетов имеют сплошные стёкла без форточек, и лишь по четыре окна пассажирского салона в каждом вагоне снабжены откидными форточками в верхней части. В промежуточных вагонах все окна с форточками расположены попарно по краям вагона и по обоим бортам возле торцевых стен, в то время как у головных вагонов два окна также расположены попарно возле задней торцевой стены, а ещё по одному окну с форточкой имеется в передней части салона по левому борту и в средней части по правому борту, при этом в салоне базового типа форточки имеют передние из двух окон каждой части, а в салонах типов 1.0 и 2.0 — задние. Стеклопакеты также имеются и в дверных створках, причём в салоне базового типа и типа 1.0 снизу их уровень совпадает с основными окнами, но по высоте они больше последних, в то время как в салоне типа 2.0 они значительно увеличены по высоте по направлению вниз и занимают значительную часть дверной створки.

###### Сиденья
Кресельные сиденья представляют собой одноместные или двухместные жёсткие диваны серого цвета с каучуковым покрытием и небольшим наклоном спинок, которые снабжены индивидуальной для каждого пассажира мягкой тканевой обивкой спинок, сидушек и подголовников. Обивка сидений в салоне городского исполнения имеет тёмно-синий цвет с голубыми и красными узорами, при этом в базовой версии и версии 2.0 подголовники кресел красные, а в салоне версии 1.0 — серовато-синие. Кресла имеют опоры консольного типа, состоящие из горизонтальных реек, крепящихся сбоку к стене, и наклонных реек, поддерживающих горизонтальные и крепящихся к полу возле стен, благодаря чему они не опираются на пол возле прохода, что облегчает процесс мойки полов. Со стороны прохода в углу каждого кресла имеется небольшой изогнутый поручень для держания стоящих рядом пассажиров. Откидные сиденья у салонов типов 1.0 и 2.0 имеют закреплённую к стене пластиковую спинку без подголовника и крепящуюся к ней снизу поворотную сидушку молочно-белого цвета, которые также имеют синюю тканевую обивку с узором, но по краям спинки обивка отсутствует. У салона типа 2.0 во входных тамбурных зонах на теплозащитных ограждениях появились полусидячие прислонные накладки по четыре на входную зону для проезда полусидя-полустоя, также снабжённые синей тканевой обивкой.
- Сиденья в салоне поезда
- Кресла в салоне базового типа, расположенные по схеме 2+1
- Кресла в салоне типа 1.0, расположенные по схеме 2+2
- Кресла в салоне типа 2.0, расположенные по схеме 2+2
- Кресла в салоне типа 3.0
- Кресла в салоне типа 4.0
- Боковые откидные сиденья в салоне типа 1.0 в изначальной компоновке (6 слева)

###### Поручни
Салонные поручни изготовлены из нержавеющей стали и имеют серебристый цвет, при этом большинство поручней в салонах типов 1.0 и 2.0 покрыто теплоизолирующим пластиковым слоем синего цвета для защиты рук от неприятного холода, в то время как в салонах поездов базового типа теплоизолирующее покрытие отсутствует.
В посадочных зонах салона базового типа и 1.0, за исключением передней в головном вагоне, поручни крепятся к потолку и проходят горизонтально вдоль прохода по два с каждой стороны. К потолку по концам каждой посадочной зоны крепится внутренняя пара продольных поручней, имеющая загибы по концам. Сверху к ним крепятся поперечные поручни-стяжки с диагональными загибами вниз, к концам которых закреплена внешняя пара продольных поручней. Таким образом, каркас из продольных внешних поручней и поперечных реек закреплён сверху на внутренних продольных поручнях, при этом внешние продольные поручни по краям расположены ниже внутренних. В салоне поездов типа 1.0 внешние продольные поручни между поперечными стяжками покрыты пластиком, а к внутренним на небольших ремешках подвешены индивидуальные пластиковые ручки синего цвета, выполненные в форме треугольников. В салоне типа 2.0 конструкция поручней была изменена: поперечные поручни-стяжки и основанный на них каркас с горизонтальными поручнями внешней пары были ликвидированы, а крепящиеся к потолку продольные поручни другой пары стали чуть ниже и со стороны входных зон были продлены вплоть до вертикальных поручней по краям теплозащитных ограждений, крепясь к ним. Напротив спинок сидений по бокам центрального прохода появились вертикальные изогнутые поручни, выходящие из боковины кресел и крепящиеся к этим горизонтальным поручням и к потолку, а также везде кроме крайних окон возле торца вагона между вертикальными поручнями появились изогнутые U-образные поручни с длинной горизонтальной серединой, к которым подвешены треугольные пластмассовые ручки на ремешках. При этом у салона 2.0 основной горизонтальный поручень и изогнутые U-образные поручни с подвешенными к ним треугольными ручками появились и в передней зоне головного вагона.
В передней зоне головного вагона в салоне поездов базовой версии также имеется вертикальный поручень справа от туалетной двери и по одному горизонтальному поручню под правым окном в стоячей зоне и на задней стенке туалетного блока, в то время как в салоне версии 1.0 данные поручни отсутствуют, а вместо них имеются горизонтальные поручни с пластиковым покрытием напротив второго окна по левому борту и напротив стойки для велосипедов и самокатов по правому борту. В салоне версии 2.0 имеется горизонтальный поручень возле заднего левого окна передней зоны, как и у версии 1.0, а поручень напротив велосипедных креплений отсутствует.
- Поручни и сиденья в посадочной зоне
- В салоне базового типа
- В салоне типа 1.0
- В салоне типа 2.0
- В салоне типа 3.0
- В салоне типа 4.0

В каждой входной зоне в середине прохода установлен центральный вертикальный поручень, вокруг которого в зоне потолка имеются обрамляющие поручни. В салонах поездов «Иволга» и «Иволга-1.0» для обрамления используются два кольцевых поручня, при этом вертикальный поручень не доходит до потолка и раздваивается в диаметральную дугу, крепящуюся концами к внутреннему кольцу, которое в свою очередь соединено с расположенным чуть выше внешним кольцом, закреплённым к потолку. В салонах поездов «Иволга-2.0» используется обрамление в виде квадратной рамки со скруглёнными углами, подвешенной к потолку на четырёх изогнутых поручнях по углам, а центральный поручень доходит до потолка и не связан с обрамляющей рамкой Ещё четыре вертикальных поручня расположены по краям теплозащитных перегородок со стороны прохода и крепятся сверху к потолку, а снизу — к перегородке возле пола. Также по бокам от входных дверей имеются специальные выемки на уровне окон дверных створок, в которые также встроены поручни, причём у салонов базового типа и типа 1.0 они немного наклонены к проходу, а у типа 2.0 — вертикальные. Кроме того, передняя пара дверей головных вагонов снабжена дополнительными дугообразными поручнями небольшой высоты, встроенными по бокам от дверей: в салонах нулевого и первого типов — в решётки тепловой завесы, в салоне второго типа — состыкованные с придверными поручнями. У салонов типов 1.0 и 2.0 все вертикальные и обрамляющие потолочные поручни во входной зоне также покрыты синим теплоизолирующим слоем на большей части длины.
- Поручни во входной зоне и межвагонных переходах
- Поручни во входной зоне салона типа 1.0
- Поручни во входной зоне салона типа 2.0
- Премьер-министр Росcии Дмитрий Медведев осматривает поручни в салоне типа 1.0. На переднем плане видны поручни в межвагонном переходе

###### Полки, крепления и страховочные устройства
В передней части головного вагона в салонах базового и первого типа размещена стойка из трёх реечных багажных полок серого цвета, снабжённая по бокам прозрачными стеклопластиковыми ограничителями. У салонов второго типа эти полки отсутствуют, а занимаемое ими пространство может быть использовано для увеличения пассажировместимости или размещения вендинговых аппаратов. В салоне типов 1.0 и 2.0 над всеми окнами посадочных зон имеются сплошные багажные полки молочно-белого цвета, под которыми по краям окон имеются небольшие вешалки для одежды, а за стенкой туалетного блока в головном вагоне на полу размещены синие крепления для перевозки велосипедов и самокатов. Также в салонах второй версии имеются дополнительные аксессуары: под каждым окном смонтирован небольшой приоконный столик с двумя углублениями под стаканы; в тамбурной входной зоне в угловой панели слева от дверного проёма встроена мусорная урна, а справа закреплён лоток для размещения полиграфической продукции (по четыре на вагон).
В каждом вагоне в двух теплозащитных перегородках со стороны посадочной зоны в верхней части имеются отсеки со сложенными канатами, прикрытые защитной плёнкой. Канаты предназначены для слезания по ним через окна пассажиров в аварийных ситуациях, когда эвакуация через дверь невозможна. В промежуточных вагонах такие отсеки имеются в средней посадочной зоне в правой перегородке при выходе во входную зону, а в головных — в передней и средней зоне с правой стороны при выходе назад. Также в передней части салона головного вагона на стенах имеются страховочные ремни для инвалидных колясок — у салона базового типа они расположены на задней стенке туалетного блока, а у типов 1.0 и 2.0 — на обоих теплоизоляционных перегородках перед входной зоной.

###### Туалет
Туалетный блок имеет стены, окрашенные в молочно-белый цвет с серой полосой снизу, и пол с решётчатым покрытием сверху для стекания вниз пролившейся воды. Унитаз расположен напротив входной двери в заднем правом углу и имеет вакуумно-водяный смыв. По левую руку от унитаза на задней стене расположены горизонтальный поручень, кассета для туалетной бумаги, кнопка смыва и две кнопки экстренного вызова помощника машиниста в экстренных случаях, одна из которых находится внизу для упавших людей; в углу возле входной двери расположен контейнер для выброса бумаги. По правую руку от унитаза на правой стене имеется вертикальный поручень, откидной пеленальный столик для младенцев и две вешалки для одежды, а под столиком — вентиляционная решётка. Слева от входной двери в переднем углу расположен умывальник, над которым на передней стене имеется зеркало и дозатор мыла справа, при этом в салоне базового типа умывальник имеет смеситель с нажимной ручкой, а в салоне типов 1.0 и 2.0 — сенсорный, срабатывающий при поднесении рук. У салона базового типа справа от умывальника имеется встроенный в стену отсек для мусорного контейнера с дверцей, над которой имеется вырез для выброса бумаги и другого мусора. У салона типов 1.0 и 2.0 для выброса бумаги и мусора оборудована стойка справа от входной двери рядом с унитазом, а отсек в стене рядом с раковиной для выброса мусора не используется и вырез над его дверцей отсутствует, а на месте этого выреза на стене смонтирована электрическая сушилка для рук.

###### Межвагонные переходы
Межвагонные переходы по бокам и сверху снабжены герметичной резиновой гармошкой, имеющей сужение внизу и обеспечивающей шумо- и теплоизоляцию от окружающей среды. Пол в зоне гармошки межвагонных переходов состоит из трёх металлических секций, одна из которых служит переходной площадкой между вагонами, а две других занимают пространство между торцом вагона и межвагонными дверями. В салоне типов 1.0 и 2.0 в межвагонном переходе по бокам дополнительно установлены дугообразные боковые поручни между гармошкой и дверями, которые отсутствуют у салона базового типа.
Двери межвагонных переходов у каждого вагона имеют две раздвижные створки серого цвета, в которые встроены прозрачные окна из стеклопластика почти во всю высоту и ширину створок, сверху в одной из створок имеется замок для запирания дверей. В каждой створке между окном и стыком посередине её высоты расположена тёмно-серая ручка в виде углублений. В обычном режиме для удобства перехода пассажиров между вагонами дверные створки открыты и выступают наружу лишь на несколько сантиметров, обеспечивая доступ к ручкам, однако при необходимости они могут закрываться. Предусмотрена система автоматического закрытия межвагонных дверей в случае возникновения пожара для избежания притока воздуха в горящий вагон из других и перехода в них дыма, при этом, как и входные двери, они снабжены датчиком противозажатия и открываются при возникновении препятствия.
- Межвагонные переходы
- Межвагонный переход с закрытыми створками в салоне типов 0.0 и 2.0 (на фото — типа 0.0)
- Межвагонный переход с открытыми створками
- Межвагонный переход с закрытыми створками в салоне типов 0.0 и 2.0 (на фото — типа 2.0)

##### Вентиляция и отопление
Салон электропоезда оснащён климатической системой кондиционирования, отопления и принудительной вентиляции. В посадочных зонах салона вентиляционные решётки выполнены в виде тонких округлых отверстий, образующих две продольные линии по краям центральной части потолка над проходом с двух сторон. Во входных зонах щель системы вентиляции расположена между округлым светильником и заниженной круглой частью потолка, к которой крепятся кольцевые центральные поручни. Для обогрева салона в посадочных зонах вдоль стен ниже уровня сидений также закреплены два воздуховода в виде каналов с прямоугольным сечением, которые имеют маленькие отверстия в зазоре между собой, что препятствует попаданию нагретого воздуха непосредственно на ноги пассажиров и делает процесс подачи тепла более плавным. По бокам от входных дверей установлены вертикальные решётки тепловых завес, которые при низкой наружной температуре автоматически включают подачу тёплого воздуха в салон при открытии дверей, препятствуя выхолаживанию воздуха в салоне. Для управления климатической системой и режимом рециркуляции воздуха в салоне установлены датчики температуры и концентрации углекислого газа, при превышении которой выше уровня в 0,1 % автоматически включается забор свежего воздуха с улицы. Система запрограммирована на поддержание температуры от +14 до +18 °C в холодное время года; в тёплое время года температура не должна превышать +28 °C.

##### Освещение
Салон электропоезда оборудован энергосберегающими светодиодными светильниками белого цвета. В посадочных зонах светильники представляют собой две продольные непрерывные световые линии, расположенные между центральной и боковыми потолочными зонами на уровне последних, при этом у салона поездов «Иволга-2.0» по сравнению с салонами базовой «Иволги» и «Иволги-1.0» световые линии более узкие и продолжаются на протяжении всего салона через входные зоны. Во входных зонах у салонов поездов базового типа и типа 1.0 световые линии отсутствуют, а вместо них используются отдельные светильники в виде встроенной в потолок кольцевой световой линии, расположенной вокруг кольцевых поручней по центру каждой зоны. Над входными дверями в потолок в салонах базового и первого типа встроена круглая сигнальная лампа красного цвета, мигающая при открытии и закрытии дверей. В салоне типа 1.0 по бокам от красной лампы установлено ещё две белые круглые лампы, служащие для подсветки зоны входа, а перед сигнальной лампой размещён инфракрасный сенсор системы подсчёта входящих и выходящих пассажиров. У салона поездов типа 2.0 в наддверном пространстве также имеется инфракрасный сенсор подсчёта пассажиров, но вместо двух круглых ламп используется длинная узкая световая линия, а красная сигнальная лампа отсутствует, поскольку её роль выполняют встроенные в дверные створки рядом со стёклами световые индикаторы в виде вертикальных линий. Также небольшие светильники имеются у салонов первого и второго типов в потолке межвагонных переходов между торцевыми дверями и соединительной гармошкой: у салонов версии 1.0 они выполнены в виде поперечных световых линий, а у салонов версии 2.0 — в виде четырёх круглых лампочек. По три аналогичные круглые лампы установлено в туалетной комнате во всех версиях салона. Освещение выполнено адаптивным, то есть его интенсивность изменяется от времени суток и соответствует биоритмам человека.

##### Системы информирования, сигнализации и связи
Пассажирский салон поезда оснащён информационными дисплеями и электронными табло для информирования пассажиров о маршруте следования и вывода другой полезной информации, системой видеонаблюдения для вывода машинисту и фиксации аварийных ситуаций и противоправных действий пассажиров, системой голосового оповещения и экстренной связи пассажиров с машинистом.
Цветные дисплеи, которые могут использоваться как для показана данных о маршруте, так и трансляции телепередач и видеороликов, устанавливаются в верхней части теплосохраняющих перегородок по краям входных зон вдоль левого борта относительно направления от ближайшего края вагона к дальнему и ориентированы экраном в направлении посадочной зоны. Таким образом, для пассажиров, находящихся в крайних зонах салона, эти экраны находятся с левой стороны, а для пассажиров в средней зоне салона — с правой. В салоне базового типа у электропоездов 001 и 002 такие дисплеи изначально были установлены на каждой перегородке (всего по восемь штук на вагон), позднее их половина была демонтирована, и осталось только четыре дисплея. У новых серийных электропоездов в салоне каждого вагона размещается по четыре дисплея увеличенного формата с диагональю в 21,5 дюймов.
В салоне базового типа над торцевыми дверями межвагонных переходов и дверями прохода в служебный тамбур кабины машиниста установлены широкие информационные дисплеи-табло, на которых в двухстрочном формате выводится текстовая информация о температуре в салоне и на улице, времени и дате, а также текущей или следующей станции, как правило чёрным текстом на белом фоне. По центру салона базового типа перед каждой входной зоной с обеих сторон под потолком над проходами и по бокам над всеми выходными дверями установлены светодиодные монохромные электронные табло типа «бегущая строка», на которых на чёрном фоне в одну или две строки выводятся схожая информация, а справа в корпусе встроены полускрытые камеры видеонаблюдения. В салоне первого типа монохромные электронные табло отсутствуют над дверями и перед выходными зонами со стороны крайних посадочных зон салона, но имеются по торцам салона вместо широких дисплеев, при этом камеры наблюдения присутствуют только в торцевых табло, а в табло средней части салона не встроены. В салоне второго типа вместо монохромных табло применяются широкие цветные дисплеи, на которых может быть выведена любая графическая и текстовая информация, но как правило выводится визуализация маршрута, информация о текущей и следующей остановке и пересадках на другие линии железной дороги и метро, а также может быть выведено текущее время или температура. Более крупные дисплеи установлены по бокам над выходными дверями под небольшим наклоном, а дисплеи поменьше — над проходом в середине средней части салона (два дисплея) и по торцам вагона, но при этом дисплей в передней части головного вагона размещается не над дверью в кабину машиниста, а на задней стенке туалета над велокреплениями. Таким образом, каждый вагон поезда базового типа имеет два широких дисплея по торцам и восемь монохромных табло (четыре над дверями и четыре над проходом по краям средней и крайней частей салона кроме торцов), каждый вагон поезда версии 1.0 — четыре монохромных табло над проходом (два по торцам и два по краям средней части салона над проходом), а поезда версии 2.0 — восемь широких цветных дисплеев (четыре крупных над дверями и четыре меньшего размера над проходом в середине салона и по торцам либо на стенке туалета).
Салоны поездов оборудованы камерами видеонаблюдения, позволяющими локомотивной бригаде отслеживать обстановку во всех вагонах. В салоне базового типа все салонные камеры полускрытые и встроены с правой стороны в корпус каждого монохромного табло. В салонах первого типа камеры также встроены в четыре имеющихся монохромных табло, но над дверями и над проходом на границе крайних посадочных зон с тамбурными установлены отдельные не скрытые видеокамеры наблюдения с полусферическим чёрным корпусом. В салонах второго типа появились потолочные полусферические камеры по углам тамбурных зон (по две на вагон), а также скрытые камеры под чёрной глянцевой панелью маршрутных дисплеев справа от них. Всего в базовом варианте исполнения салон имеет восемь камер наблюдения основной группы, четыре из которых направлены на посадочные зоны, и ещё четыре — на входные зоны, а в вариантах 1.0 и 2.0 — десять камер основной группы (шесть направлены на посадочные зоны и четыре — на входные зоны).
Для экстренной связи с машинистом салон имеет переговорные устройства с микрофоном и кнопкой вызова, которые также снабжены видеокамерами, через которые машинист может видеть вызывающего пассажира. При этом в салоне базового типа переговорные камеры более миниатюрные и интегрированы непосредственно в панель переговорного устройства сверху, а в салонах первого и второго типов камеры имеют отдельный полусферический корпус аналогично камерам основной группы и расположены над переговорным устройством. Переговорные устройства расположены во входных зонах слева относительно каждого левого по борту дверного проёма, а также в передней посадочной зоне головного вагона: на задней стене туалетного блока напротив стоячей зоны в салоне базового типа, на теплозащитном ограждении напротив откидных сидений в салоне типа 1.0 и на боковой стенке слева по борту между окнами в салоне типа 2.0. Таким образом, салон головного вагона имеет три переговорных устройства и 11 видеокамер в базовой версии и 13 в версиях 1.0 и 2.0, а промежуточного вагона — два переговорных устройства и 10 видеокамер в базовой версии и 12 — в 1.0 и 2.0.
Для остановки поезда в экстренных ситуациях справа от каждого бокового дверного проёма имеются электрические стоп-краны, передающие сигнал на систему управления в кабине машиниста, которая в свою очередь активирует систему электрического и электропневматического торможения по всему составу, позволяя ему остановиться быстрее, чем при использовании обычных пневматических стоп-кранов.
Салоны электропоездов оснащены беспроводными модулями стандарта Wi-Fi для возможности подключения пассажиров к Интернету с мобильных устройств. В салонах первого и второго типа по сравнению с базовым также оборудованы разъёмы стандарта USB для зарядки электронных устройств напряжением в 5 В. В салоне типа 1.0 USB-розетки имеют по два вертикально ориентированных разъёма и расположены во входных зонах по бокам от дверей в боковых стенках, а также со стороны посадочных зон в стенках перегородок входных зон над сиденьями в углу у окна. В салоне типа 2.0 USB-розетки по два горизонтально расположенных разъёма и размещены под каждым креслом посередине, а также в боковине полусидений в тамбурной зоне. Таким образом в салоне первого типа всего имеется по 32 разъёма на вагон, а в салоне второго типа — по 38 разъёмов на головной и по 84 на промежуточный вагон. В тамбурных зонах салона второго типа слева от дверей также имеется по одной стандартной розетке на 220 В, ещё две такие розетки размещены в передней стенке салона головного вагона слева от двери в служебный тамбур кабины.

Также салон оборудован системой полуавтоматического пожаротушения и пожарной сигнализации в виде закреплённых на крайних зонах потолка датчиков.
- USB-розетки
- USB-розетки в приоконной зоне в салоне типа 1.0
- USB-розетки Schneider Electric Glossa под креслами в салоне типа 2.0
- USB-розетки в боковине прислонного полусиденья в салоне типа 2.0

#### Кабина машиниста
Электропоезда ЭГ2Тв имеют просторную кабину машиниста, рассчитанную на бригаду из двух человек — машиниста и помощника, но предусматривающую возможность управления составом одним машинистом. Кабина машиниста, как и салон, имеет пластиковую отделку стен молочно-белого цвета и пол бледно-синего цвета с серыми точками, как во входных зонах салона. В передней части кабины размещён пульт управления, напротив которого установлено два комфортабельных мягких кресла. Входная дверь в кабину расположена за креслом помощника машиниста с левой стороны. С правой стороны кабины на задней стенке имеется шкаф с электрооборудованием и открытым отсеком для огнетушителя, а с левой — шкаф с нишей для холодильника и микроволновой печи внизу и открывающимся отсеком для инструментов и одежды сверху.
Позади кабины машиниста имеется служебный тамбур, который имеет две боковые двери для входа и выхода локомотивной бригады наружу и две торцевых двери в кабину и в салон, смещённые к левому борту. Все двери служебного тамбура поворотные и открываются внутрь него. По бокам от продольного прохода возле торцевых стен в служебном тамбуре спереди размещены шкафы с электроаппаратурой, а сзади инвентарные шкафы. Освещение тамбура выполнено в виде двух прямоугольных светильников, расположенных по бокам над зоной входа.
Кабина оснащена собственной системой кондиционирования, отопления и вентиляции для обеспечения комфортных условий работы локомотивной бригады, которая имеет вентиляционные решётки в задней стене и в потолке по бокам, а также боковые вентиляционные каналы с отверстиями на боковых стенах по аналогии с салоном. Также потолок кабин оборудован светильниками (два прямоугольных больших светильника по бокам от кресел, два круглых маленьких над пультом управления и ещё один над зоной входа в кабину), камерой видеонаблюдения, противопожарными датчиками и двумя громкоговорителями.
Лобовое стекло кабины машиниста сверху оборудовано солнцезащитной шторкой с электрическим приводом. Боковые окна кабины состоят из трёх стёкол и снабжены обычными шторами, при этом среднее стекло является открывающейся форточкой. Сверху над лобовым стеклом с правой стороны размещён приёмник устройства контроля бдительности машиниста ТСКБМ.
Кресла машиниста и помощника закреплены на полу кабины напротив пульта управления и имеют основание с функциями вибропоглощения, поворота и пневморегулирования высоты. Они оснащены откидными подлокотниками, сидушкой с регулировкой сдвига вперёд и назад и регулируемой наклонной спинкой с подголовником. Для машиниста-инструктора, инспектирующих или обучающихся лиц в кабине дополнительно предусмотрено откидное сиденье, закреплённое на задней стенке по центру между шкафом и входной дверью; над ним также имеется зеркало. У первых двух составов кресла имеют монотонную обивку серого цвета, в то время как у серийных составов обивка по краям спинки и сидушки имеет голубой цвет.

##### Пульт управления
На электропоездах ЭГ2Тв установлен унифицированный пульт управления УПУ-ЭГ2Тв производства фирмы «ЭЛАРА», являющийся несколько модифицированным вариантом пульта УПУ-3, устанавливаемом на электропоездах ЭП2Д и ЭП3Д. Пульт управления представляет собой столешницу, размещённую на трёх тумбах с электрическим (левая и средняя тумбы) и пневматическим оборудованием (правая тумба). В левой тумбе имеются две электрические розетки на 220 и на 110 В. Столешница пульта управления имеет тёмно-синий цвет с приборными панелями чёрного цвета и состоит из горизонтальной и наклонной части, при этом пульт управления машиниста с правой стороны выступает сильнее и имеет по краю перед машинистом дугообразную выемку, а пульт управления помощника машиниста слева — более прямой край. На более удалённой наклонной части пульта управления расположены приборы мониторинга и некоторые переключатели, а на горизонтальной — основные приборы управления и наиболее часто используемые переключатели. Сверху пульт управления имеет горизонтальную плоскость, на которой по центру установлено два видеорегистратора.
Наклонная панель мониторинга перед машинистом состоит из трёх наклонных плоскостей, при этом крайние плоскости расположены под углом к центральной. С левой стороны на пульте машиниста имеется радиостанция с трубкой, телескопический микрофон, переключатель токоприёмника и несколько кнопок, включая кнопки включения и отключения быстродействующего выключателя, замок для ключа включения пульта и стрелочный вольтметр входного напряжения в контактной сети. По центру располагаются два цветных жидкокристаллических дисплея: слева — многофункциональный дисплей бортового компьютера с функциональными клавишами снизу и справа, на котором выводится информация о состоянии всех систем поезда, а справа — дисплей безопасного объединённого локомотивного комплекса (БЛОК), на котором отображается виртуальный стрелочный спидометр и данные о маршруте. Между дисплеями установлен модуль сигналов светофора в виде панели вертикально расположенных друг над другом цветных ламп и кнопка, а под дисплеями расположен выключатель освещения в туалете и горизонтальный ряд предупредительных сигнальных ламп, информирующих о состоянии систем поезда. С правой стороны расположены два пневматических стрелочных манометра, клавиатура и несколько кнопок и переключателей. Сверху над правой панелью может быть установлен дополнительный монитор системы видеонаблюдения.
На горизонтальной панели оперативного доступа с левой стороны расположена круглая выемка, цифровая клавиатура, съёмная реверсивная рукоятка и рукоятка контроллера тяги. Реверсивная рукоятка имеет три положения (вперёд, нейтраль, назад) и поворачивается в горизонтальной плоскости. Рукоятка контроллера тяги поворачивается в вертикальной плоскости в направлении вперёд и снабжена боковой кнопкой отпуска фиксатора. По центру горизонтальной части пульта имеется свободное пространство с креплением для документов. С правой стороны имеется поворачиваемая в вертикальной плоскости рукоятка управления торможением, а также кнопки и переключатели различных систем поезда и большая красная кнопка экстренного торможения. С левой стороны пульта в краю столешницы пульта утоплена кнопка контроля бдительности машиниста.
Наклонная панель мониторинга помощника машиниста также имеет три плоскости, но значительно меньшие по размеру, чем у машиниста. С левой стороны расположена клавиатура c текстовым дисплеем, модуль сигналов светофора и скоростемер в виде электронного табло; по центру — цветной дисплей системы управления и диагностики с функциональными клавишами, который по умолчанию используется для видеонаблюдения; справа — радиостанция с трубкой и переключатели. На горизонтальной части пульта имеется клавиатура напротив дисплея, а также две кнопки слева. Как и в пульте машиниста, слева в краю столешницы пульта помощника также имеется кнопка бдительности.

## Эксплуатация
Первоначально электропоезда ЭГ2Тв планировалось использовать на маршруте Московского центрального кольца (МЦК). Однако в декабре 2015 года появилась информация, что ЭГ2Тв первоначально не будут применяться на МЦК, так как поезд ещё на тот момент не был сертифицирован, и выбранная на тот момент в качестве перевозчика Центральная пригородная пассажирская компания (ЦППК) планировала вместо них приобрести обычные поезда ЭД4М. В январе 2016 года, после переуступки прав перевозчика к ОАО «Российские железные дороги», последние сделали выбор в пользу электропоездов ЭС2Г «Ласточка», которые к тому времени уже серийно выпускались и находились в эксплуатационном парке компании.
В сентябре 2016 года стало известно, что оба выпущенных на тот момент поезда планирует приобрести Центральная пригородная пассажирская компания (ЦППК). В дальнейшем с 2018 года ЦППК начала закупать серийно модифицированные поезда данной серии для эксплуатации на внутригородских и ближних пригородных маршрутах, в том числе в составе маршрутной сети Московских центральных диаметров.
По состоянию на 2020 год все выпущенные электропоезда ЭГ2Тв «Иволга» находятся в собственности ЦППК и эксплуатируются на Белорусском, Савёловском, Курском и Рижском направлениях Московского железнодорожного узла, до конца октября 2019 года они также работали на Киевском направлении. Короткие одиночные составы как правило работают на ближних маршрутах в качестве экспрессов или стандартных поездов повышенной комфортности от вокзала до ближнего пригорода, в то время как сдвоенные и дополненные до 11 вагонов составы эксплуатируются на радиальных или диаметральных маршрутах средней дальности. Составы, обслуживающие Белорусское и Савёловское направление, проходят техническое обслуживание в депо имени Ильича (ТЧ-50), Рижское и Курское направления — в депо Нахабино, Ленинградское и Рязанское направления - в депо Раменское, Киевское и Горьковское направления - в депо Апрелевка, с 23 июля 2025 года Ярославское направление - в депо Пушкино (после открытия сервисного центра при Тверском вагоностроительном заводе).
| Оператор, дорога | Депо               | Количество | Номера                                             |
| ---------------- | ------------------ | ---------- | -------------------------------------------------- |
| ЦППК, Московская | ТЧ-50 имени Ильича | 11         | 001—002, 027—034, 036                              |
| ЦППК, Московская | ТЧ-17 Нахабино     | 30         | 003—026, 035, 037—041                              |
| ЦППК, Московская | ТЧ-7 Раменское     | 32         | 001—022, 029—034, 038—039, 048, 051                |
| ЦППК, Московская | ТЧ-20 Апрелевка    | 17         | 023—028, 035—037, 040—049, 050, 052, 057, 058, 060 |
| ЦППК, Московская | ТЧ-9 Пушкино       | 4          | 053—056                                            |

| Направление | Начальная станция  | Конечная станция                             | Период действия                           | Тип маршрута             | Вагонов на состав | Обслуживающие составы |
| Действующие маршруты |                    |                                              |                                           |                          | | |
| Белорусское | Москва-Смоленская  | Усово                                        | с 25.10.2018                              | обычный                  | 5 (Иволга 0.0) | 001, 002 |
| Белорусское + Савёловское (D1)                                                                                                   | Одинцово           | Лобня                                        | с 21.11.2019                              | обычный (МЦД)            | 11 (Иволга 2.0) | 027—034, 036 |
| Курское + Рижское (D2) | Подольск           | Нахабино                                     | с 28.05.2019 (с 21.11.2019 как МЦД)       | обычный (МЦД)            | 11 (Иволга 1.0 и 2.0) | 003—026, 035, 037—041 |
| Ленинградское + Рязанское (D3)*                                                                                                  | Крюково            | Ипподром                                     | с 17.08.2023                              | обычный (МЦД)            | 11 (Иволга 3.0 и 4.0) | 001—022, 029—034, 038, 039, 048, 051 |
| Киевское + Горьковское (D4) | Железнодорожная    | Апрелевка                                    | с 2.05.2024                               | обычный (МЦД)            | 11 (Иволга 4.0) | 023—028, 035—037, 040—049, 050, 052, 057,058, 060 |
| Ярославское | Москва-Ярославская | Пушкино Сергиев Посад Щёлково Монино Фрязево | с 30.06.2025                              | обычный                  | 11 (Иволга 4.0) | 053—056 |
| * — смешанное движение поездов (поезда МЦД идут с интервалом в 10 минут, между ними поезда дальнего пригорода к вокзалам Москвы) |                    |                                              |                                           |                          | | |
| Отменённые маршруты |                    |                                              |                                           |                          | | |
| Киевское | Москва-Киевская    | Новопеределкино                              | 16.04.2017 — 24.10.2018 04.2019 — 10.2019 | полуэкспресс («Спутник») | 5 | 001, 002 |
| Киевское | Москва-Киевская    | Новопеределкино                              | 16.04.2017 — 24.10.2018 04.2019 — 10.2019 | полуэкспресс («Спутник») | 6 | 007, 021 (временно) |
| Белорусское | Москва-Смоленская  | Одинцово                                     | 02.2019 — 01.2021                         | экспресс («Спутник»)     | 7 | 027—036 |
| Белорусское | Москва-Смоленская  | Голицыно                                     | 09.2019 — 11.2019                         | обычный                  | 6+5 | 015+016 |
| Белорусское | Москва-Смоленская  | Можайск                                      | 09.2019 — 11.2019                         | обычный                  | 6+5 | 015+016 |
| Белорусское | Москва-Курская     | Голицыно                                     | 09.2019 — 11.2019                         | обычный                  | 6+5 | 015+016 |
| Белорусское | Москва-Курская     | Можайск                                      | 09.2019 — 11.2019                         | обычный                  | 6+5 | 015+016 |
| Савёловское | Москва-Бутырская   | Дубна                                        | 31.12.2019 — 01.2021                      | экспресс («Спутник»)     | 7 | 034, 037 |
| Курское + Рижское | Львовская          | Румянцево Новоиерусалимская Дедовск Нахабино | 28.05.2019 — 20.11.2019                   | обычный                  | 6+5 | 003, 007, 009—026 (сдвоенные) |
| Курское + Рижское | Подольск           | Румянцево Новоиерусалимская Дедовск Нахабино | 28.05.2019 — 20.11.2019                   | обычный                  | 6+5 | 003, 007, 009—026 (сдвоенные) |
| Курское + Рижское | Силикатная         | Румянцево Новоиерусалимская Дедовск Нахабино | 28.05.2019 — 20.11.2019                   | обычный                  | 6+5 | 003, 007, 009—026 (сдвоенные) |
| Курское + Рижское | Щербинка           | Румянцево Новоиерусалимская Дедовск Нахабино | 28.05.2019 — 20.11.2019                   | обычный                  | 6+5 | 003, 007, 009—026 (сдвоенные) |
| Курское + Рижское | Москва-Курская     | Румянцево Новоиерусалимская Дедовск Нахабино | 28.05.2019 — 20.11.2019                   | обычный                  | 6+5 | 003, 007, 009—026 (сдвоенные) |
| Рижское | Москва-Рижская     | Румянцево Новоиерусалимская Дедовск Нахабино | 28.05.2019 — 20.11.2019                   | обычный                  | 6+5 | 003, 007, 009—026 (сдвоенные) |
| Рижское | Ленинградская      | Румянцево Новоиерусалимская Дедовск Нахабино | 28.05.2019 — 20.11.2019                   | обычный                  | 6+5 | 003, 007, 009—026 (сдвоенные) |
| Курское | Царицыно           | Подольск                                     | 05.2019 — 02.2020                         | экспресс («Спутник»)     | 6 | 009—012, 022 |
| Несостоявшиеся маршруты |                    |                                              |                                           |                          | | |
| Направление | Начальная станция  | Конечная станция                             | Планировалось                             | Тип маршрута             | Причина | Причина |
| Рязанское | Москва-Казанская   | Раменское                                    | 24.07—25.07.2021                          | экспресс («Спутник»)     | Планировалось временно передать два состава для работы на экспрессном маршруте для доставки гостей авиасалона «МАКС-2021». Из-за инфраструктурных ограничений (у платформы Сортировочная Казанского направления «Иволга» не может двигаться безопасно, так как нарушается минимально возможное расстояние от поезда до края платформы), вместо «Иволги» пустили ЭП2Д. | Планировалось временно передать два состава для работы на экспрессном маршруте для доставки гостей авиасалона «МАКС-2021». Из-за инфраструктурных ограничений (у платформы Сортировочная Казанского направления «Иволга» не может двигаться безопасно, так как нарушается минимально возможное расстояние от поезда до края платформы), вместо «Иволги» пустили ЭП2Д. |

##### Киевское направление
Электропоезда ЭГ2Тв-001 и 002 ввиду небольшого числа сидячих мест в их салоне было решено запустить на коротком радиальном маршруте Москва-Киевская — Новопеределкино Киевского направления Московской железной дороги в качестве ускоренных городских поездов («Спутников»). Первоначально запуск был намечен на конец 2016 года, однако впоследствии был отложен на весну следующего года, и в итоге регулярная эксплуатация первых двух поездов с пассажирами на данном маршруте началась с 16 апреля 2017 года.
От станции Москва-Киевская до станции Очаково на подавляющем большинстве рейсов поезда следовали без остановок в режиме экспресса, далее — со всеми промежуточными остановками Очаково, Сколково и Солнечная. В некоторых рейсах составы также имели остановку на платформе Матвеевское или, наоборот, проследовали Сколково без остановки. Время в пути на полном маршруте составляло 23 минуты.

Периодически во время прохождения техобслуживания один из составов ЭГ2Тв подменялся на данном маршруте стандартными составами ЭД4М или ЭП2Д. С 24 октября 2018 года по апрель 2019 года сообщение электропоездов «Иволга» по данному маршруту было отменено в связи с их передачей на Белорусское направление. В апреле 2019 года после поступления на Белорусское направление новых шестивагонных составов «Иволга-1.0» оба поезда вновь вернулись на Киевское направление и возобновили сообщение по прежнему маршруту. Чуть позже в сентябре того же года состав 002 снова был передан на Белорусское направление, а вместо него на Киевском некоторое время работали шестивагонные составы, например № 007 и 021. В конце октября — начале ноября в связи с подготовкой к открытию регулярного движения по маршрутам в составе Московских центральных диаметров составы 001 и 007 вновь отправились на Белорусское направление, таким образом, эксплуатация поездов ЭГ2Тв на Киевском направлении вновь была приостановлена.
- ЭГ2Тв на Киевском направлении МЖД
- Отправление ЭГ2Тв-007 и прибытие ЭГ2Тв-001 на платформу Сколково Киевского направления МЖД
- ЭГ2Тв-002 в первоначальной окраске на станции Москва-Киевская
- ЭГ2Тв-001 на станции Солнечная
- ЭГ2Тв-001 и 002 на платформе Новопеределкино

##### Белорусское и Савёловское направления
Осенью 2018 года первые два поезда серии было решено временно перевести с Киевского на Белорусское направление МЖД. Перевод был осуществлён в целях обкатки данной модели на направлении в ходе подготовки к организации регулярного движения серийных составов ЭГ2Тв по маршруту МЦД-1 Лобня — Москва-Смоленская — Одинцово в составе маршрутной сети Московских центральных диаметров. Поскольку эти составы имели меньшее число мест, чем серийные составы исполнения «Иволга-1.0», было решено назначить их для обслуживания ближайшего к Москве ответвления на Усово с меньшим пассажиропотоком, чем на главном ходу. Движение электропоездов «Иволга» по маршруту Москва-Смоленская (Белорусский вокзал) — Усово началось с 25 октября 2018 года, где они заменили курсировавшие на нём до этого электропоезда ЭД4МКу. Первоначально половина рейсов по данному маршруту следовала в режиме экспресса с промежуточными остановками Фили, Кунцево I, Ромашково и Барвиха, а другая половина — со всеми остановками, кроме Беговая, Тестовская (Москва-Сити) и Кунцево II. Время в пути в ускоренных рейсах составляло 34, а в обычных — 42 минуты. Впоследствии в начале 2019 года все экспрессные рейсы в Усово стали обычными.
В ноябре 2018 года холдинг «Ромир» провёл социологическое исследование, в ходе которого выяснялось мнение пассажиров этих поездов (на вышеупомянутом маршруте). В ходе опроса было установлено, что подавляющее большинство пассажиров попадает в категорию «полностью удовлетворены» или «скорее удовлетворены». Наилучшие показатели (от 95 до 99 % довольных) получены по таким параметрам, как плавность хода, шумоизоляция, отсутствие тамбуров, ширина дверей, адаптивное освещение, общий интерьер, информационное оснащение салона, сиденья и поручни в салоне.
С начала 2019 года в депо имени Ильича начали поступать шестивагонные составы ЭГ2Тв исполнения «Иволга-1.0». Всего в депо поступило шесть таких поездов с номерами от 003 по 008. С февраля того же года первые составы из новой партии начали обслуживать маршрут Москва-Смоленская — Одинцово в качестве безостановочных экспрессов («Спутников») с длительностью поездки в 21 минуту. Позднее в мае того же года была открыта платформа Инновационный центр Сколково, на которой данным экспрессам была назначена промежуточная остановка, и время в пути увеличилось до 25 минут. По мере поступления новые составы также начали обслуживать рейсы на Усово и вскоре заменили два первых пятивагонных состава, возвращённых в апреле на Киевское направление. Однако спустя несколько месяцев в связи с предстоящим переводом составов «Иволга-1.0» на МЦД оба пятивагонных состава вернулись на Белорусское направление для обслуживания Усовской ветки: в сентябре — 002, а в ноябре — и 001. По данным ЦППК, за лето 2019 года поезда ЭГ2Тв перевезли на направлении около 500 тысяч пассажиров.
В сентябре 2019 года в депо имени Ильича с Рижского направления был временно передан сдвоенный одиннадцативагонный состав № 015+016, который начал работать на главном ходу Белорусского направления на обычных пригородных рейсах класса «Стандарт +» по маршрутам Москва-Смоленская — Можайск и Москва-Смоленская — Голицыно. Некоторые из этих маршрутов также были продлены на Алексеевскую соединительная линию до станции Москва-Курская. Однако в ноябре 2019 года поезд был возвращён в депо Нахабино Рижского направления.
В октябре 2019 года в депо имени Ильича поступили первые два семивагонных состава «Иволга-2.0» 028 и 029; чуть позже с испытаний из Щербинки прибыли ещё два состава 027 и 030. С 11 ноября 2019 года они начали обслуживать маршруты Москва-Смоленская — Одинцово и Москва-Смоленская — Усово, постепенно замещая составы «Иволга-1.0», которые были переданы в депо Нахабино для обслуживания Курского и Рижского направлений в составе маршрута МЦД-2, как и было запланировано ранее. С 21 ноября 2019 года поезда версии 2.0 начали курсировать между Белорусским и Савёловским направлениями по маршруту Одинцово — Москва-Смоленская — Лобня, также известному как МЦД-1 в составе маршрутной сети Московских центральных диаметров, при этом начали эксплуатироваться составы с номера 031 и выше). В день открытия МЦД на поезде ЭГ2Тв-031 от Белорусского вокзала до станции Фили проехала делегация чиновников во главе с Президентом России Владимиром Путиным, после чего пересела в другой аналогичный поезд и вернулась обратно. Часть рейсов на маршруте МЦД-1 обслуживают электропоезда ЭП2Д, которые будут постепенно заменяться на новые «Иволги» по мере их поступления с завода. Вопреки первоначальным планам, составы «Иволга 2.0» с 032 по 034, которые должны были работать на Белорусско-Савёловском диаметре, были на некоторое время переданы в депо Нахабино для обслуживания Курско-Рижского диаметра ввиду его высокой загруженности, но впоследствии после введения дополнительных поездов были возвращены на Белорусское направление. Со 2 декабря 2019 года электропоезда в целях увеличения пассажировместимости стали работать в сдвоенном режиме 6+5 вагонов. Также с декабря 2019 года на маршруте стал работать сдвоенный состав 014+026 модификации 1.0, временно переданный с Рижского направления.

В конце 2019 года было решено восстановить ранее отменённый экспресс Москва-Савёловская — Дубна, на маршруте которого было решено использовать одиночный семивагонный состав «Иволга» вместо ЭД4М. С 31 декабря 2019 года с частотой две пары в день на данном маршруте стал курсировать электропоезд № 034.
- ЭГ2Тв на Белорусском направлении МЖД
- Поездка на электропоезде ЭГ2Тв-008 по маршруту Одинцово — Москва-Смоленская в сентябре 2019 года. Обзор салона поезда. В конце на вокзале также виден ЭГ2Тв-002 сообщением Москва — Усово
- Поездка Владимира Путина от Белорусского вокзала до станции Фили и обратно на электропоездах «Иволга-2.0»
- ЭГ2Тв-029 сообщением Москва — Одинцово и 001 сообщением Москва — Усово в тупиках станции Москва-Смоленская (Белорусский вокзал)
- ЭГ2Тв версии 2.0 сообщением Одинцово — Лобня на сквозном пути станции Москва-Смоленская (Белорусский вокзал)
- ЭГ2Тв-001 на станции Усово

##### Курское и Рижское направления
В апреле 2019 в рамках подготовки к вводу в эксплуатацию маршрута МЦД-2 Нахабино — Москва-Курская — Подольск было решено начать эксплуатацию электропоездов «Иволга» на Рижском и Курском направлениях. Составы с номерами 009 и 010 первоначально поступили в депо Нахабино Рижского направления, которые было выбрано как обслуживающее депо для всех составов данного маршрута. Однако их было решено запустить в качестве ближних экспрессов только на Курском направлении, и вскоре они были переданы в расположенное на нём депо Перерва. В мае состоялся пуск движения этих поездов по короткому маршруту Царицыно — Подольск в качестве безостановочных экспрессов, следующих по отдельным путям без пассажирских платформ. Для поездов модификации «Иволга-1.0» этот маршрут стал третьим (после Москва — Одинцово и Москва — Усово). В течение лета 2019 года по данным ЦППК поездами ЭГ2Тв на данном маршруте было перевезено более 100 тысяч пассажиров. За время работы маршрута обслуживающие его составы периодически заменялись: в августе 2019 года составы 009 и 010 были сцеплены в спарку и отправлены для эксплуатации на Рижском направлении, а вместо них в качестве экспресса Подольск — Царицыно стали работать изначально работавшие в спарке и расцепленные составы 011 и 012. В ноябре на данном маршруте работал состав 022. При этом составы, работающие на данном маршруте, сохраняют за собой приписку депо Нахабино, проводящего их техническое обслуживание, но их отстой производится в ближайшем депо Перерва. В феврале 2020 года поезда ЭГ2Тв были сняты с этого маршрута и заменены поездами ЭП2Д.
Поезда с номера 011 начали поступать в депо Нахабино для эксплуатации на Рижском и Курском направлениях, но в отличие от предыдущих составов их было решено использовать для обслуживания обычных пригородных маршрутов в качестве поездов повышенной комфортности, имеющих у компании-перевозчика ЦППК категорию «Стандарт +». Поскольку шестивагонные составы были слишком короткими для использования в качестве обычных пригородных поездов, их было решено сцепить в сдвоенные составы по системе многих единиц, при этом у одного из составов выцеплялся прицепной промежуточный вагон, поскольку длина большинства пригородных платформы Московского железнодорожного узла не позволяет принимать поезда «Иволга» более чем из 11 вагонов. Первый рейс на Рижском направлении сдвоенный состав ЭГ2Тв-011+012 совершил 28 мая 2019 года по маршруту Нахабино — Ленинградская. По мере поступления в депо все поезда по 026 стали сцепляться в сдвоенные и стали курсировать на участке Москва-Рижская — Румянцево от Рижского вокзала или платформы Ленинградская до станций Нахабино, Дедовск, Новоиерусалимская и Румянцево. Также поезда стали обслуживать транзитные маршруты с Рижского на Курское направление на участке Румянцево — Москва-Курская — Львовская через Алексеевскую соединительную линию, при этом большая часть рейсов курсирует по сокращённым маршрутам до станций Москва-Курская, Щербинка, Силикатная и Подольск, и лишь небольшая часть собственно до станции Львовская. В течение лета 2019 года по данным ЦППК поездами ЭГ2Тв на данных маршрутах было перевезено более миллиона пассажиров.
С 21 ноября 2019 года обслуживаемый поездами ЭГ2Тв маршрут Нахабино — Подольск вошёл в состав тарифной системы МЦД как линия МЦД-2, при этом по этому маршруту было увеличено число рейсов и организовано тактовое движение с частотой раз в 12 минут. По этой причине все сдвоенные составы ЭГ2Тв были расцеплены на одиночные с дополнением до шестивагонных и перестали использоваться на прочих маршрутах Рижского и Курского направлений. При этом оператор ЦППК рассчитывал, что коротких шестивагонных составов будет достаточно для обеспечения пассажироперевозок на маршруте при данном интервале. Однако фактический пассажиропоток уже в первые дни запуска значительно превысил плановый, из-за чего в часы пик в поездах возникали давки и многие пассажиры были вынуждены пропускать поезда из-за нехватки мест в вагонах, а также были вынуждены бегать за шестивагонными поездами, чтобы успеть сесть в них при ожидании в конце платформ, рассчитанных на одиннадцативагонные. После многочисленных жалоб пассажиров было решено вновь запустить поезда ЭГ2Тв в сдвоенной сцепке 6+5 вагонов, в которой они снова начали работать с 25 ноября, а вместо недостающих составов на части рейсов выделить обычные электропоезда ЭП2Д и два состава ЭС2Г «Ласточка» по 10 вагонов. В декабре 2019 на маршрут выделили третий десятивагонный состав ЭС2Г. Для обслуживания маршрута на Рижское направление были переданы все шестивагонные составы «Иволга-1.0» с 003 по 026, как и планировалось изначально, а также в течение первой недели с запуска МЦД временно эксплуатировались три семивагонных «Иволга-2.0» с 032 по 034. В марте 2020 на линию МЦД-2 вышел семивагонный состав «Иволга-2.0» № 040, дополненный до одиннадцативагонной составности вагонами из состава № 041. С мая 2020 года составы начиная с 003, ранее эксплуатировавшиеся в сдвоенном режиме, начали планово дополняться новыми промежуточными вагонами до одиннадцативагонной составности, после чего возвращались в эксплуатацию уже в одиночном режиме.
5 апреля 2023 года на МЦД-2 состоялся первый рейс с пассажирами состава версии «Иволга-3.0». Находившиеся на борту корреспондент и пассажиры оценили достоинства электропоезда.
- ЭГ2Тв на Рижском и Курском направлении МЖД
- Прибытие сдвоенного состава ЭГ2Тв-026+025 на платформу Ленинградская Рижского направления МЖД
- ЭГ2Тв-010 сообщением Царицыно — Подольск на станции Царицыно
- ЭГ2Тв-014+020 (сдвоенный состав) сообщением Подольск — Нахабино на станции Москва-Каланчёвская

### Перспективы
В 2022 году «Трансмашхолдинг» выиграл тендер на поставку и послепродажное обслуживание 70 восьмивагонных поездов (560 вагонов) в Аргентину на сумму 864 млн долларов США. Поставки должны были начаться в 2024 году. Поезда планировалось задействовать в пригородном сообщении между Буэнос-Айресом и городами-сателлитами на линиях переменного тока с шириной колеи 1676 мм. Предполагалась 25% локализация производства на вагоноремонтном заводе в депо Мечита, Брагадо. В 2023 году Трансмашхолдинг отказался от реализации проекта из-за нехватки финансирования.

### Транспортные происшествия
- 13 февраля 2019 года произошло возгорание у состава ЭГ2Тв-005, стоявшего у новой платформы станции Одинцово, после чего поезд был временно снят с эксплуатации. По данным пресс-службы ЦППК, пассажиров в это время в салоне не было, а предположительной причиной происшествия стало падение на крышу вагона контактного провода[205][206].
- 24 октября 2019 года у состава ЭГ2Тв-017 при движении по путям депо Нахабино на малой скорости через стрелочный перевод произошёл его перевод под составом, повлекший сход с рельсов предпоследнего вагона из-за отклонения реборд колёсных пар первой по ходу движения тележки вдоль неправильного рельса. В результате поезд серьёзных повреждений не получил, но был на некоторое время отстранён от эксплуатации[207][208].
- 24 сентября 2020 года произошло столкновение легкового автомобиля и ЭГ2Тв-002 на неохраняемом переезде на участке между платформами Барвиха и Ильинское, в результате сломан обтекатель автосцепки[209][210][211].
- 4 апреля 2024 года произошло столкновение ЭГЭ2Тв-022 (при его выезде из депо Нахабино) с тепловозом ТГМ4Б-0159. В результате столкновения никто из людей не пострадал; был повреждён борт и обтекатель автосцепки у вагона 09, деформирован метельник тепловоза[212][213].
- 27 июня 2024 года на платформе Кратово произошёл саморасцеп «Иволги 4.0» ЭГЭ2Тв-029. В результате аварии никто не пострадал. ️В пресс-службе ТМХ в качестве причины происшедшего назвали скрытый производственный дефект автосцепки[214][215]. Официальная причина саморасцепа «Иволги 4.0» — брак детали межвагонной сцепки ТМ 152, а именно: излом вставки ТМ 152.02.01.000-03 по сварному шву между фланцем и трубой из которых она собрана. Вследствие излома детали произошел саморасцеп вагонов, повлекший за собой обрыв всех высоковольтных и низковольтных межвагонных электрических соединений, отрыв межвагонного перехода, разрыв суфле и повреждения лакокрасочного покрытия торцевых поверхностей вагонов 06 и 08. Изготовитель детали ТМ 152.02.01.000-03 — ООО «Эталон-Деталь». Сборка и поставщик межвагонной сцепки ТМ 152 — ООО «Транстех». Для осмотра, замены деталей и ремонта были отставлены пять электропоездов «Иволга 4.0» ЭГЭ2Тв (025—029). После тщательного осмотра на линии выпущены ЭГЭ2Тв (025, 026) — надежность поездов проверена, безопасности движения не угрожает. По результатам осмотра в зону риска определены: ЭГЭ2Тв-027, а также 028, 030, которые на тот момент находились в депо Нахабино в процессе введения в эксплуатацию. У электропоездов, находящихся в зоне риска, в условиях депо Раменское и Нахабино планируется полная замена потенциально опасных запчастей ООО «Эталон-Деталь» на продукцию иных изготовителей.[216][217]

### Комментарии
1. ↑  АО «Центральная ППК» эксплуатирует подвижной состав на инфраструктуре ОАО «РЖД».
2. 1 2  Высокая платформа — платформа, высота которой над уровнем головки рельса (УГР) составляет 1100 мм. Средняя платформа — платформа, высота которой над УГР составляет 550 мм. Низкая платформа — платформа, высота которой над УГР не более 200 мм[102].
3. 1 2 3  По документации ТВЗ вагоны Пг, Мп и Пп классифицируются как головной, моторный и немоторный соответственно

### Официальные сайты
- Иволга. Создана в России и для России. Официальный сайт. ЗАО «Трансмашхолдинг». Дата обращения: 22 декабря 2018. Архивировано из оригинала 23 декабря 2018 года.
- Электропоезда ЭГ2Тв «Иволга» — Модельный ряд выпускаемой продукции. Официальный сайт. ОАО «Тверской вагоностроительный завод». Дата обращения: 18 мая 2024.
- Виртуальный тур по электропоезду ЭГ2Тв «Иволга» базовой модели. Официальный сайт. ОАО «Тверской вагоностроительный завод». Дата обращения: 18 мая 2024. Архивировано 13 сентября 2019 года.

### Фотогалереи и данные приписки
- Список подвижного состава ЭГ2Тв. (фотогалерея и данные приписки). RailGallery. Дата обращения: 18 мая 2024.
- Список подвижного состава ЭГЭ2Тв. (фотогалерея и данные приписки). RailGallery. Дата обращения: 18 мая 2024.
- Список подвижного состава ЭГ2Тв. (фотогалерея и данные приписки). TrainPix (архивная копия, архивировано 17 августа 2021). Дата обращения: 17 августа 2021.
- Список подвижного состава ЭГ2Тв. (фотогалерея и данные приписки). Российские электропоезда. Дата обращения: 26 ноября 2019. Архивировано 25 ноября 2019 года.
- Список подвижного состава ЭГЭ2Тв. (фотогалерея и данные приписки). Российские электропоезда. Дата обращения: 18 мая 2024.
- Список подвижного состава ЭГ2Тв. (фотогалерея и данные приписки). trainfoto.ru. Дата обращения: 24 июля 2020. Архивировано 24 июля 2020 года.
- Фотогалерея ЭГ2Тв. «Паровоз ИС». Дата обращения: 18 мая 2024.
- Фотогалерея ЭГ2Тв. «Паровоз ИС». Дата обращения: 18 мая 2024.

### Видео
- Как в России делают электрички?. YouTube. Дата обращения: 6 апреля 2021.